# Grünes Band Deutschland

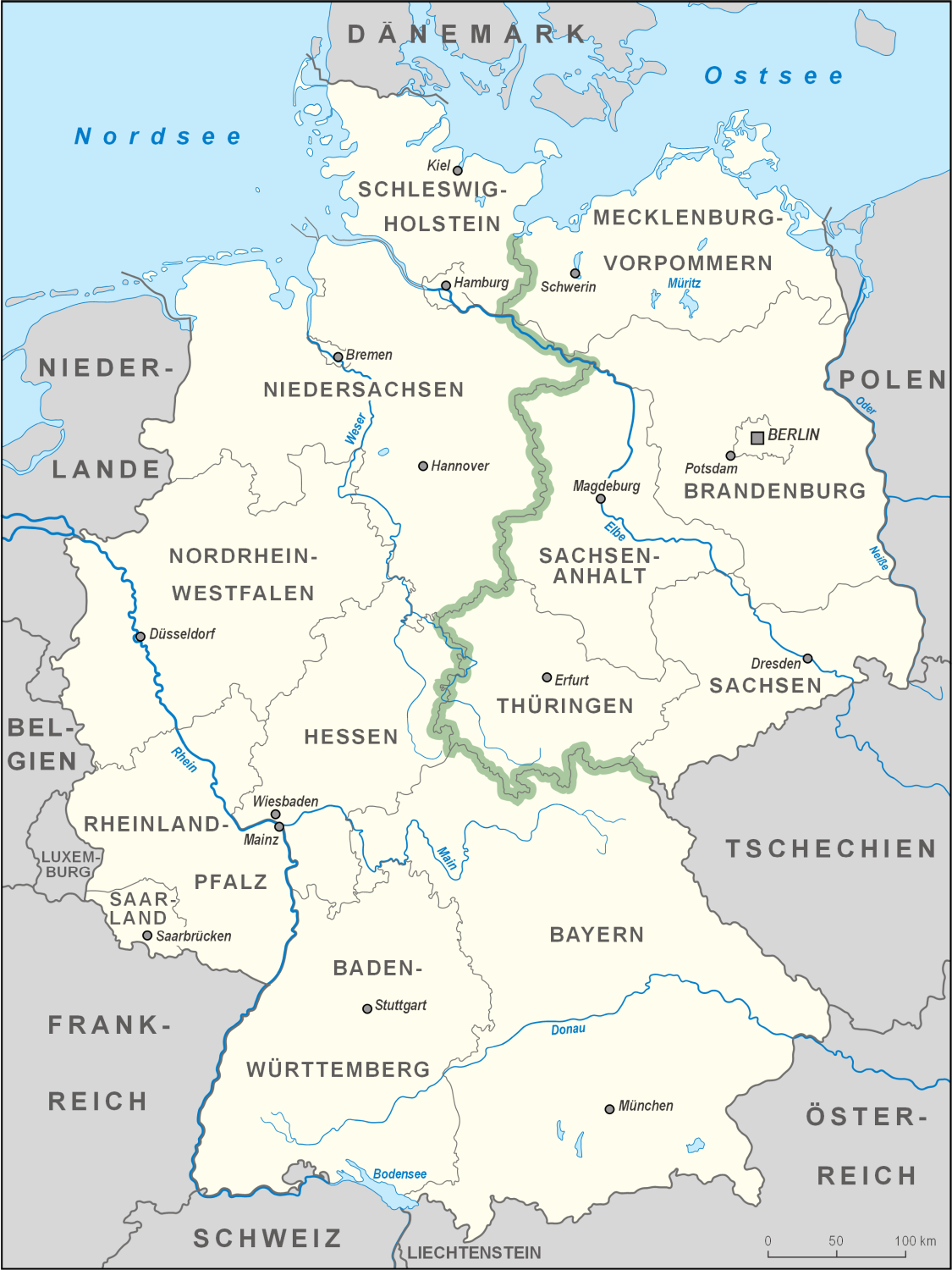
Verlauf des Grünen Bandes durch Deutschland

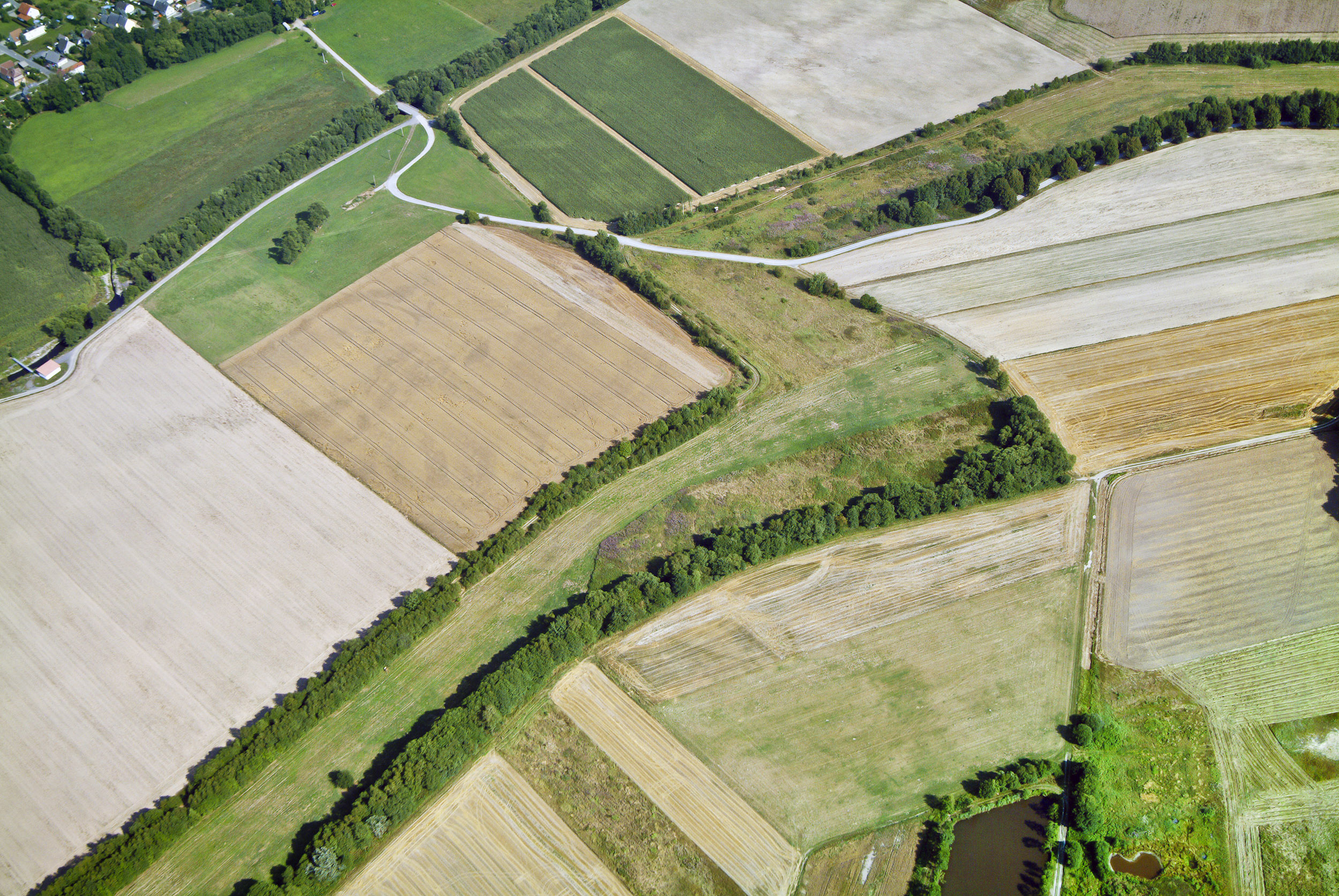
Luftaufnahme des hier leicht zu identifizierenden Grünen Bandes zwischen dem Landkreis Coburg (Bayern) und dem Landkreis Sonneberg (Thüringen)

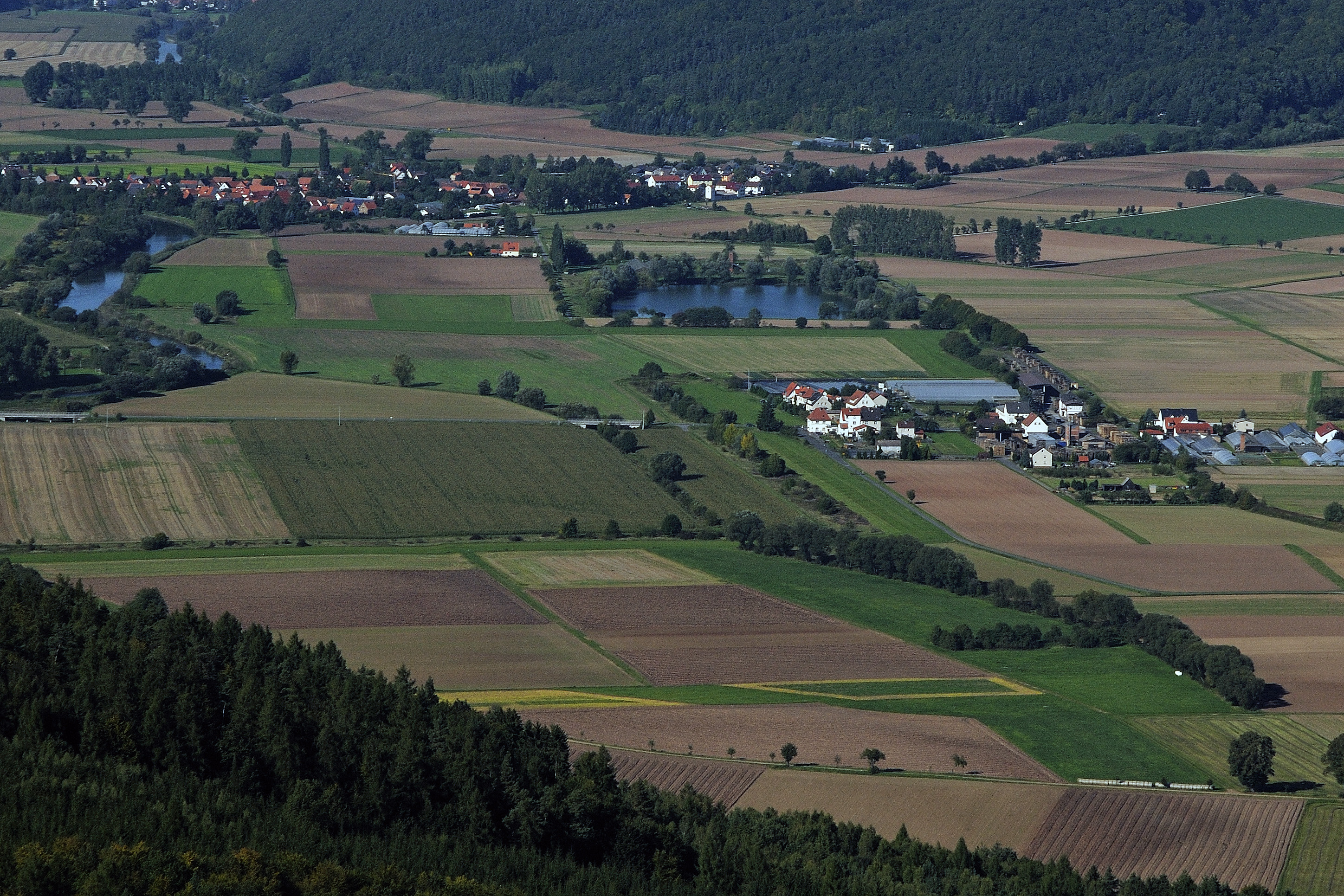
Hier schwerer zu identifizieren: Der genaue Verlauf der Grenze zwischen dem Werra-Meißner-Kreis (Hessen) und dem Wartburgkreis (Thüringen)

Das Grüne Band Deutschland ist das erste gesamtdeutsche Naturschutzprojekt: Es wurde auf Initiative des BUND Naturschutz in Bayern e. V. am 9. Dezember 1989, kurz nach dem Mauerfall und der friedlichen Revolution, ins Leben gerufen. Es bezeichnet den Geländestreifen zwischen ehemaliger innerdeutscher Grenze und den Grenzanlagen auf östlicher Seite. Der 1393 km lange und 50-200 m breite Geländestreifen soll ein Grüngürtel bleiben bzw. es wieder werden. Der Geländestreifen reicht von Travemünde bis zum Dreiländereck bei Hof. Das Grüne Band ist der größte Biotopverbund Deutschlands. Auf seinen Flächen mit den dazugehörigen über 150 Naturschutzgebieten kommen mehr als 1200 in Deutschland bedrohte Tier- und Pflanzenarten vor.
Das Grüne Band Deutschland verläuft fast vollständig auf der Ostseite der ehemaligen innerdeutschen Grenze. Falls Grenzkorrekturen galten, kann es allerdings auch durch ein westdeutsches Land verlaufen. Dies trifft beispielsweise auf das Nordostufer der Elbe im heute niedersächsischen Amt Neuhaus zu.
Das Grüne Band Deutschland hat mittlerweile in einigen Bundesländern, an deren Rand es liegt, den Status Nationales Naturmonument und ist Teil des mitteleuropäischen Abschnitts des Grünen Bands Europa.

## Schutzstatus
Obwohl sich Naturschützer schon vor 1990 für das Grüne Band engagiert haben, waren 2012 erst ca. 68 % des Grünen Bandes als Naturschutzgebiet, Nationalpark, Biosphärenreservat oder Natura-2000-Gebiet geschützt. Die restliche Fläche unterlag 2012 keinem aus Sicht des Naturschutzes ausreichenden Schutz. Ein erheblicher Teil der Fläche des Grünen Bandes befindet sich in Privatbesitz. Nutzungsinteressen der Eigentümer dürfen gemäß Art. 14 Abs. 1 GG nicht außer Acht gelassen werden, obwohl derselbe Artikel in Absatz 2 bestimmt: „Eigentum verpflichtet. Sein Gebrauch soll zugleich dem Wohle der Allgemeinheit dienen.“ In der Praxis haben die Interessen von Privateigentümern der Grenzgrundstücke oft Vorrang vor Belangen des Naturschutzes.
Das Grüne Band Thüringen wurde im Dezember 2018 als Nationales Naturmonument ausgewiesen. Bei einer Feier dieses Ereignisses im Mai 2019 sagte Jochen Flasbarth, Staatssekretär im Bundesministerium für Umwelt, Naturschutz und nukleare Sicherheit, dass das gesamte Grüne Band Deutschland den Status eines Nationalen Naturmonuments erhalten sollte. Das Grüne Band Sachsen-Anhalt wurde im November 2019 Nationales Naturmonument, das Grüne Band Brandenburg im Juni 2022 und das Grüne Band Hessen im Februar 2023.

## Biotope und Artenvielfalt im Grünen Band
Nach Angaben des Bundesamtes für Naturschutz und des BUND leben über 1200 seltene Tier- und Pflanzenarten, die zum Teil in ihrem Bestand gefährdet sind, im und am grünen Band.

## Unterschiedliche Biotope
Das Grüne Band ist ein Querschnitt durch fast alle deutschen Landschaften (außer dem Hochgebirge), von norddeutschen Niederungsgebieten bis zu Mittelgebirgen. Daher finden sich dort vielfältige Biotoptypen wie beispielsweise Brachflächen, verbuschte Bereiche, Altgrasfluren, Pionierwald, Gewässer, Feuchtgebiete und Moore.
Die aneinander gereihten Biotope verbinden außerdem zahlreiche Schutzgebiete, die auf beiden Seiten der ehemaligen innerdeutschen Grenze entstanden sind.

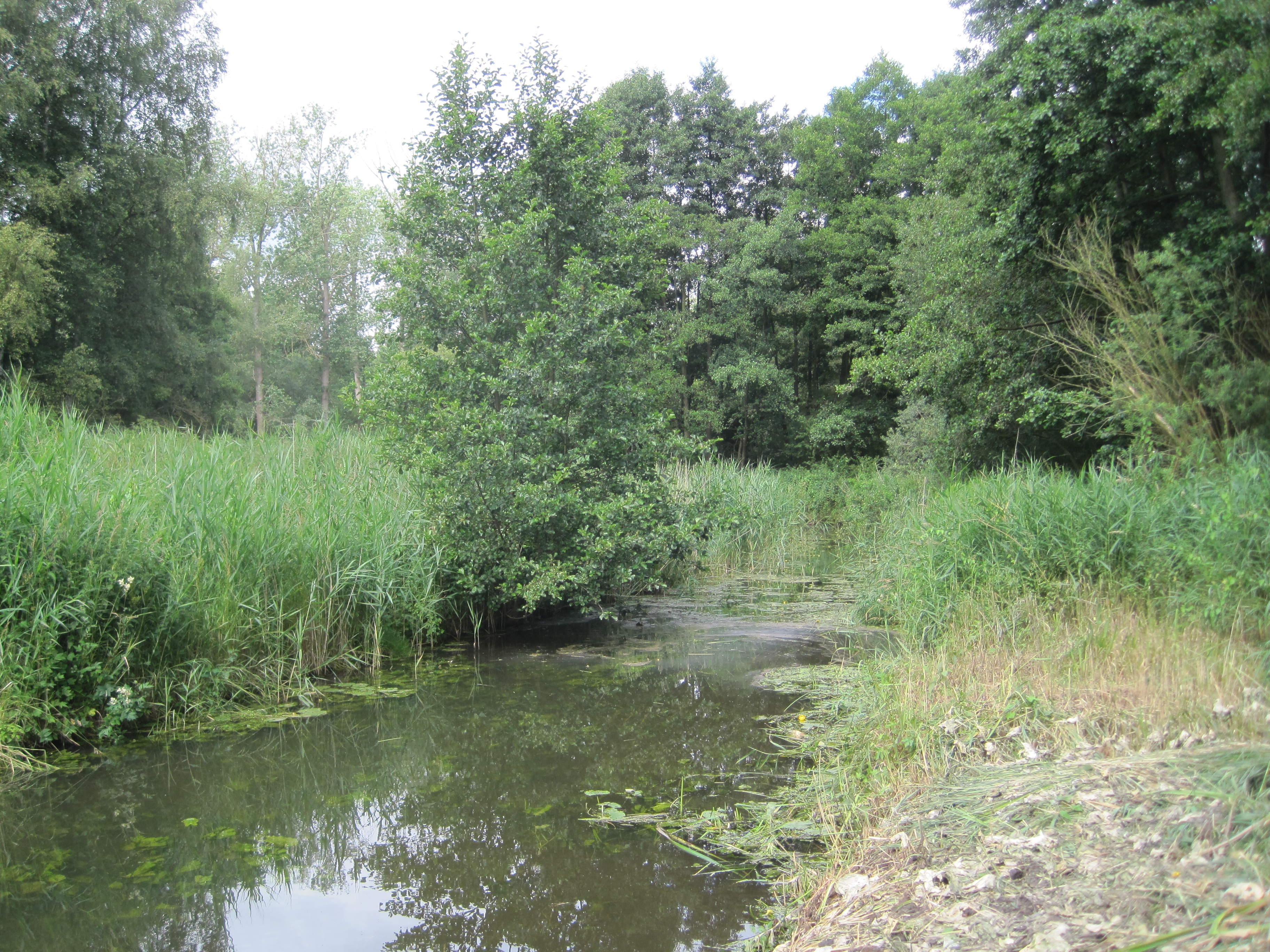
Auenlandschaft am Lüdersdorfer Bach zwischen Nordwestmecklenburg und Lübeck (Schleswig-Holstein).
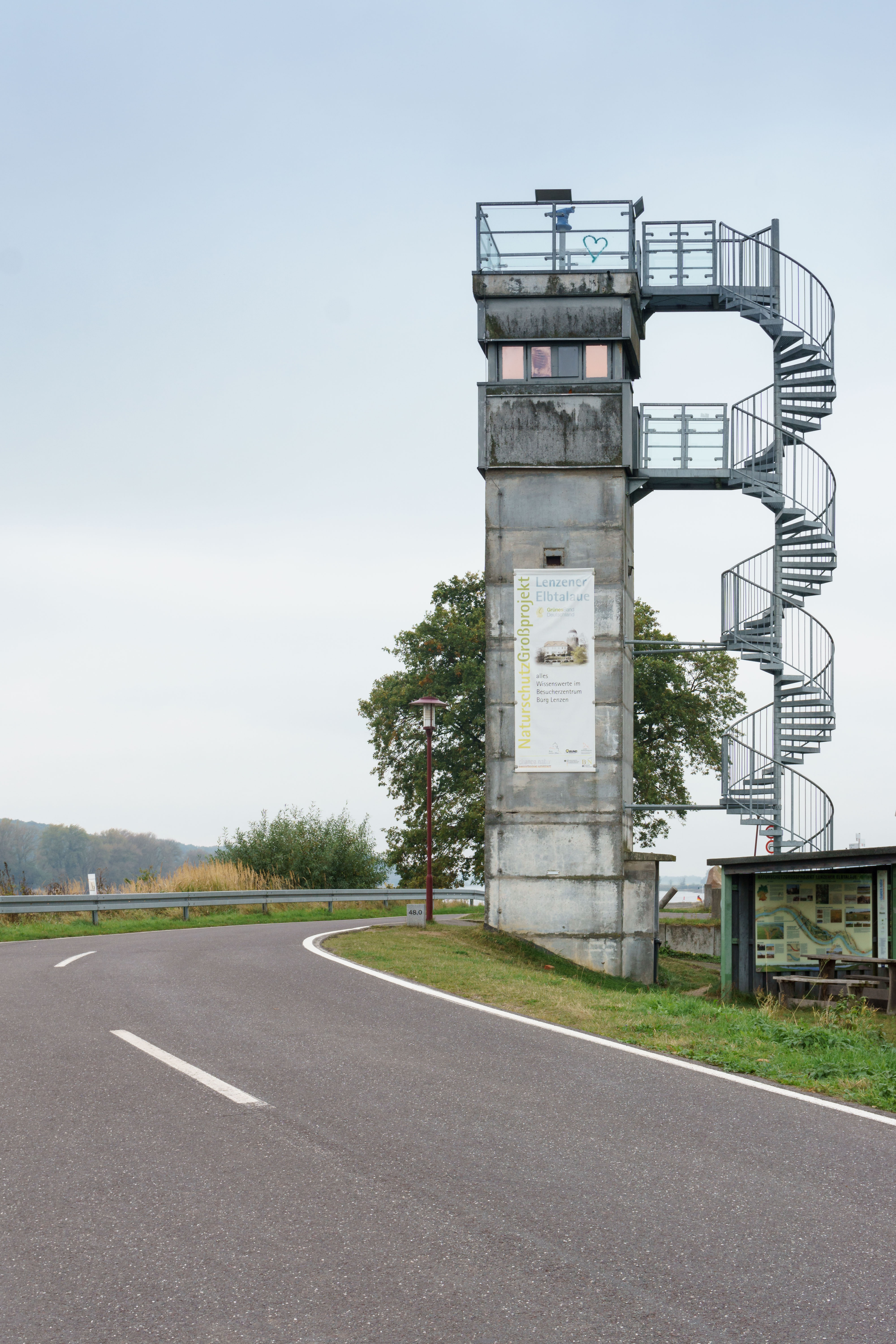
Umnutzung des Grenzturms an der Elbe bei Lenzen (Brandenburg) für touristische Zwecke mit Werbung für das Grüne Band
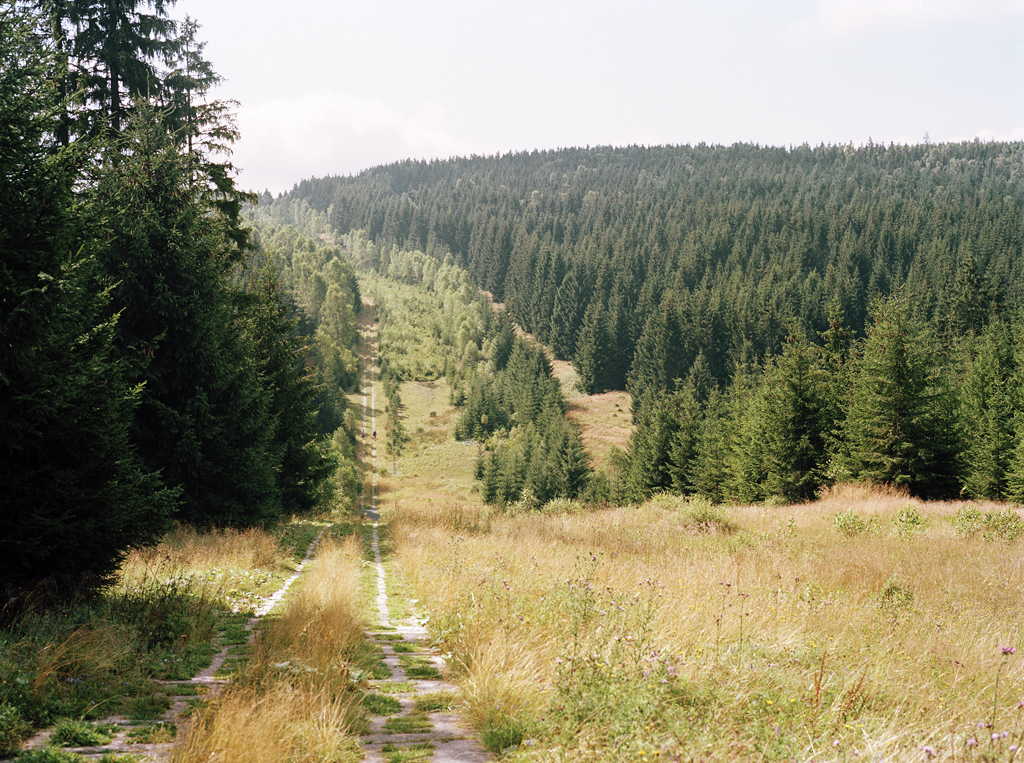
Grünes Band in der Nähe von Sorge (Sachsen-Anhalt) und Hohegeiß (Niedersachsen) im Harz. Die Waldbildung auf dem Grenzstreifen ist noch im Anfangsstadium.
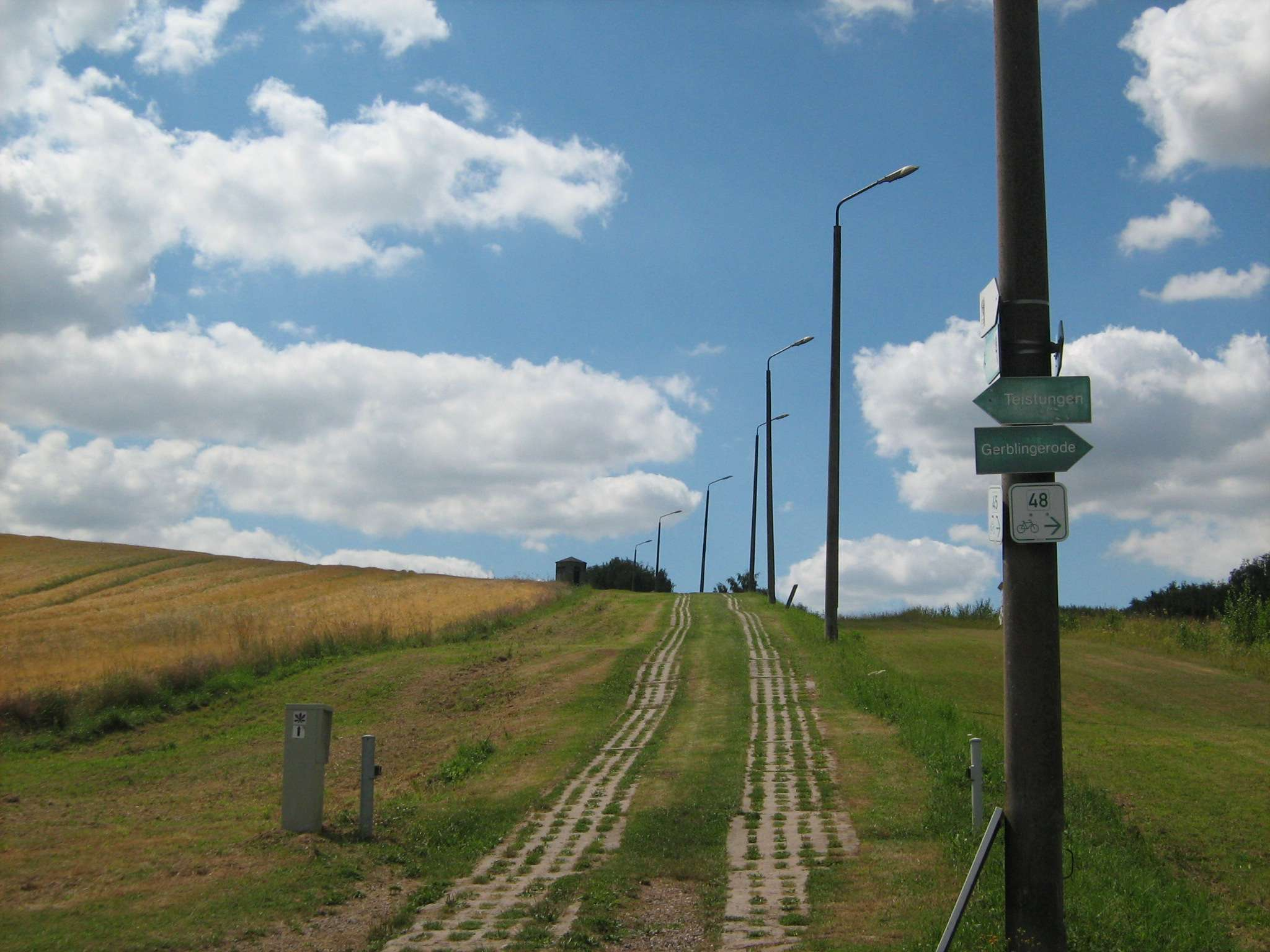
Grenzlandweg im Eichsfeld beim ehemaligen Grenzübergang Duderstadt/Worbis in offener Landschaft.
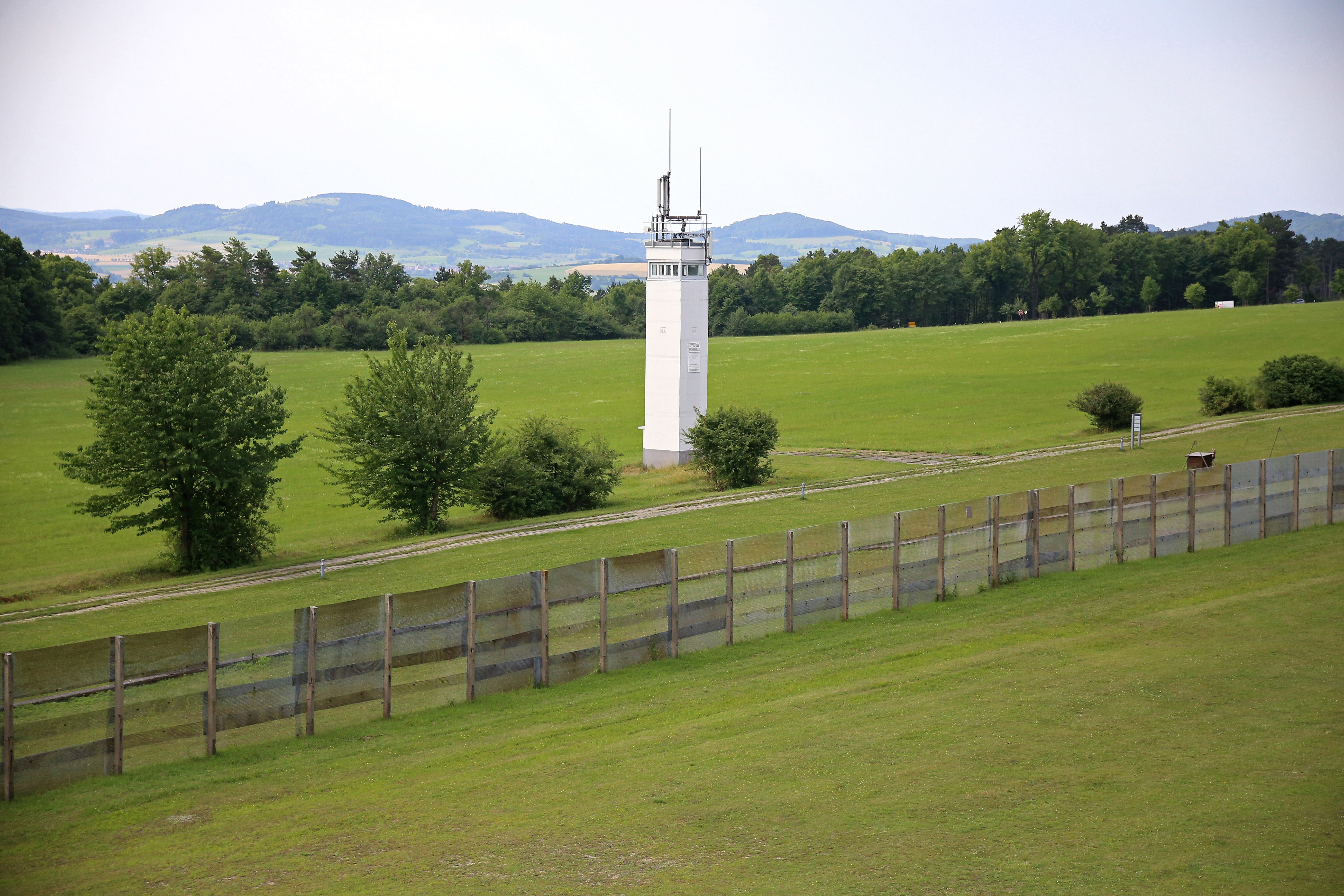
Blick vom US-amerikanischen Beobachtungsturm in der Gedenkstätte Point Alpha (in Hessen) in den Grenzstreifen am Fulda Gap.
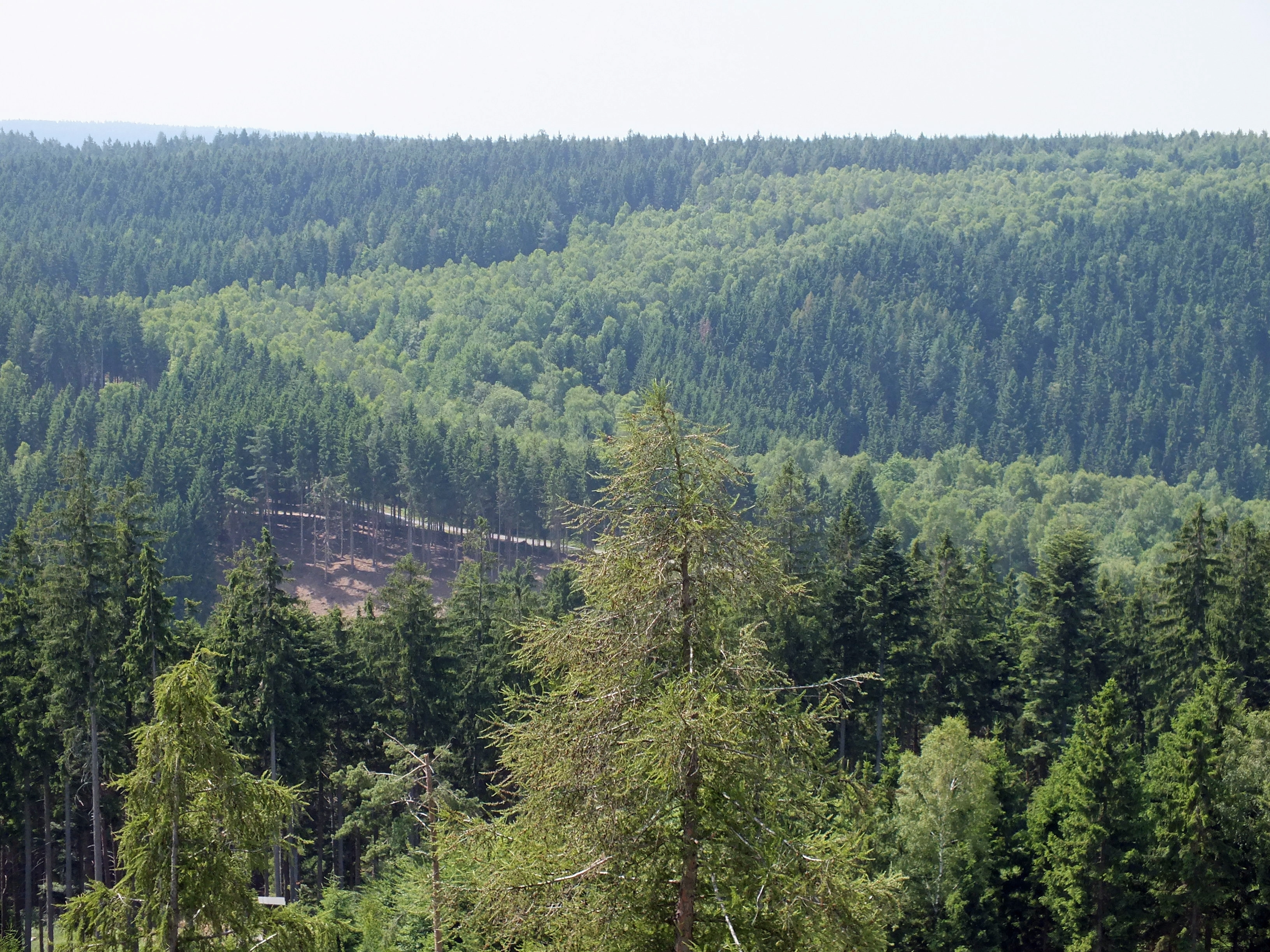
Das Grüne Band ist aus Sicht der Thüringer Warte als helleres Laubwaldband erkennbar. Hier wurde die künstlich geschaffene Waldlichtung 1989 aufgegeben.
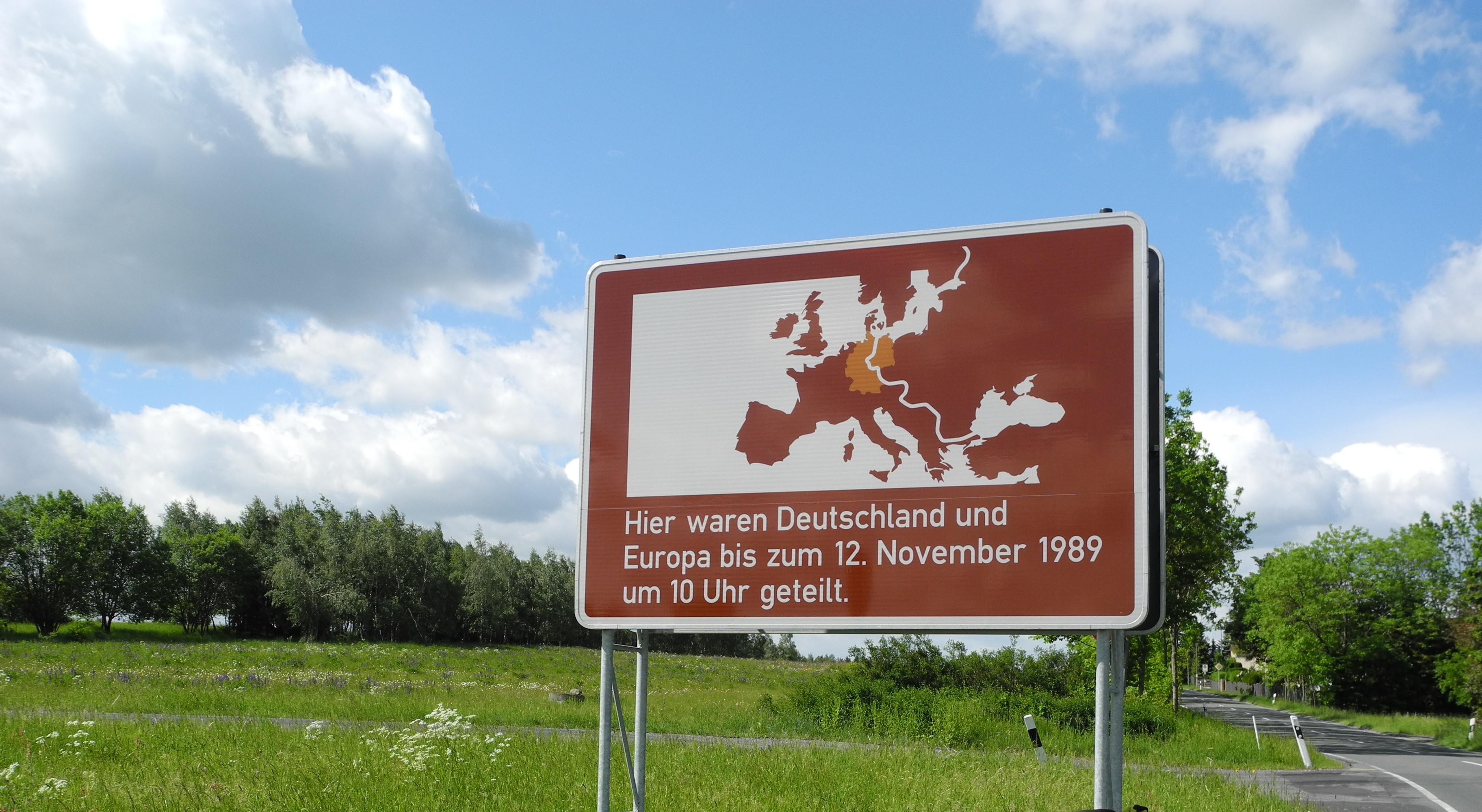
Der Kolonnenweg überquert inmitten einer Wiesenlandschaft eine Straße vom Bayerischen ins sächsische Vogtland.

## Vertretene Tierarten
Zu den seltenen Tierarten, deren Lebensraum das grüne Band ist, zählen Spezies sämtlicher Tiergruppen. Unter den vertretenen Säugetieren sind Raubtiere wie die stark bedrohte Wildkatze, Luchs und Fischotter, aber auch zahlreiche Arten von Fledermäusen.
Auch Vögel sind zahlreich vertreten, wie der Feldschwirl, drei Kehlchenarten (Braunkehlchen, Blaukehlchen und Schwarzkehlchen) sind hier ebenso heimisch, wie der Schwarzstorch, der Eisvogel, der Neuntöter, Ziegenmelker, Raubwürger und diverse Greifvogelarten.
Zu den hier vertretenen Insekten zählen allein schon 40 Arten von Libellen, wie die seltene Keiljungfer und zahlreiche Schmetterlinge, darunter der Abbiss-Scheckenfalter und der Blauschillernde Feuerfalter, der im Bayerischen Wald bereits als ausgestorben galt. Aber auch Heuschrecken, wie die Wanstschrecke, eine Vielzahl von Käfern

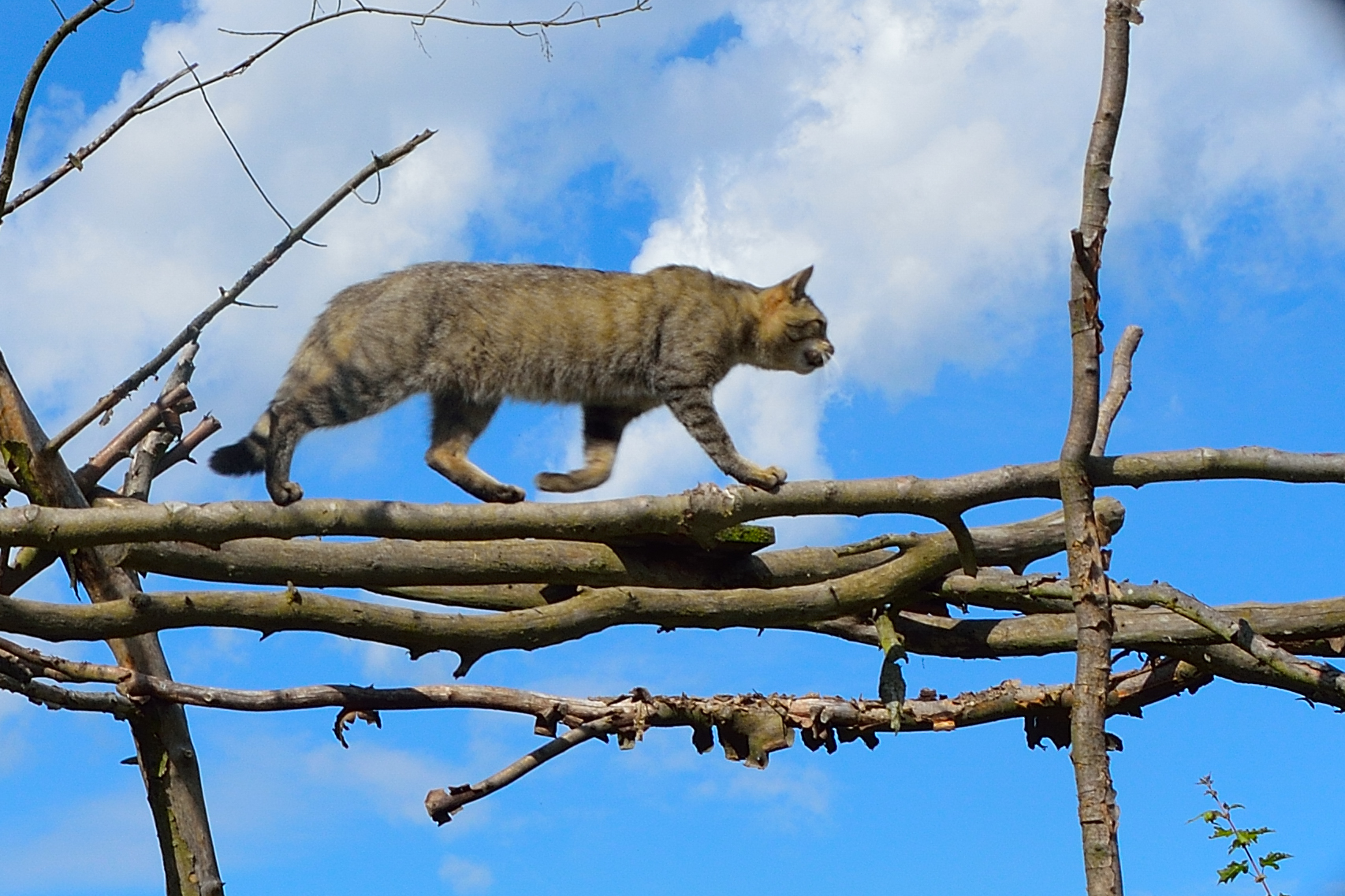
In freier Wildbahn selten geworden: Die Europäische Wildkatze
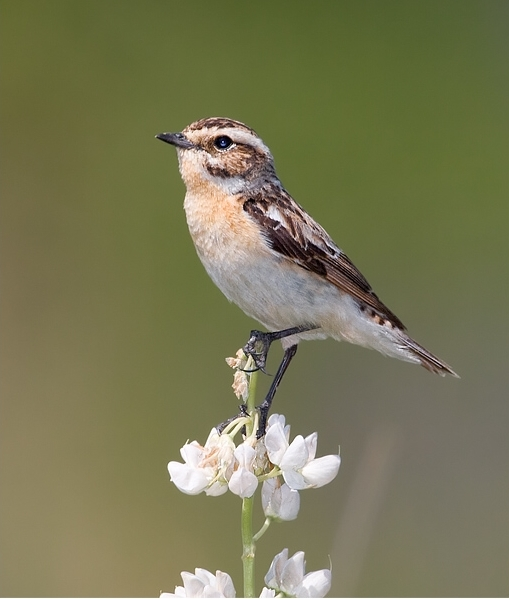
Das Braunkehlchen Saxicola rubetra
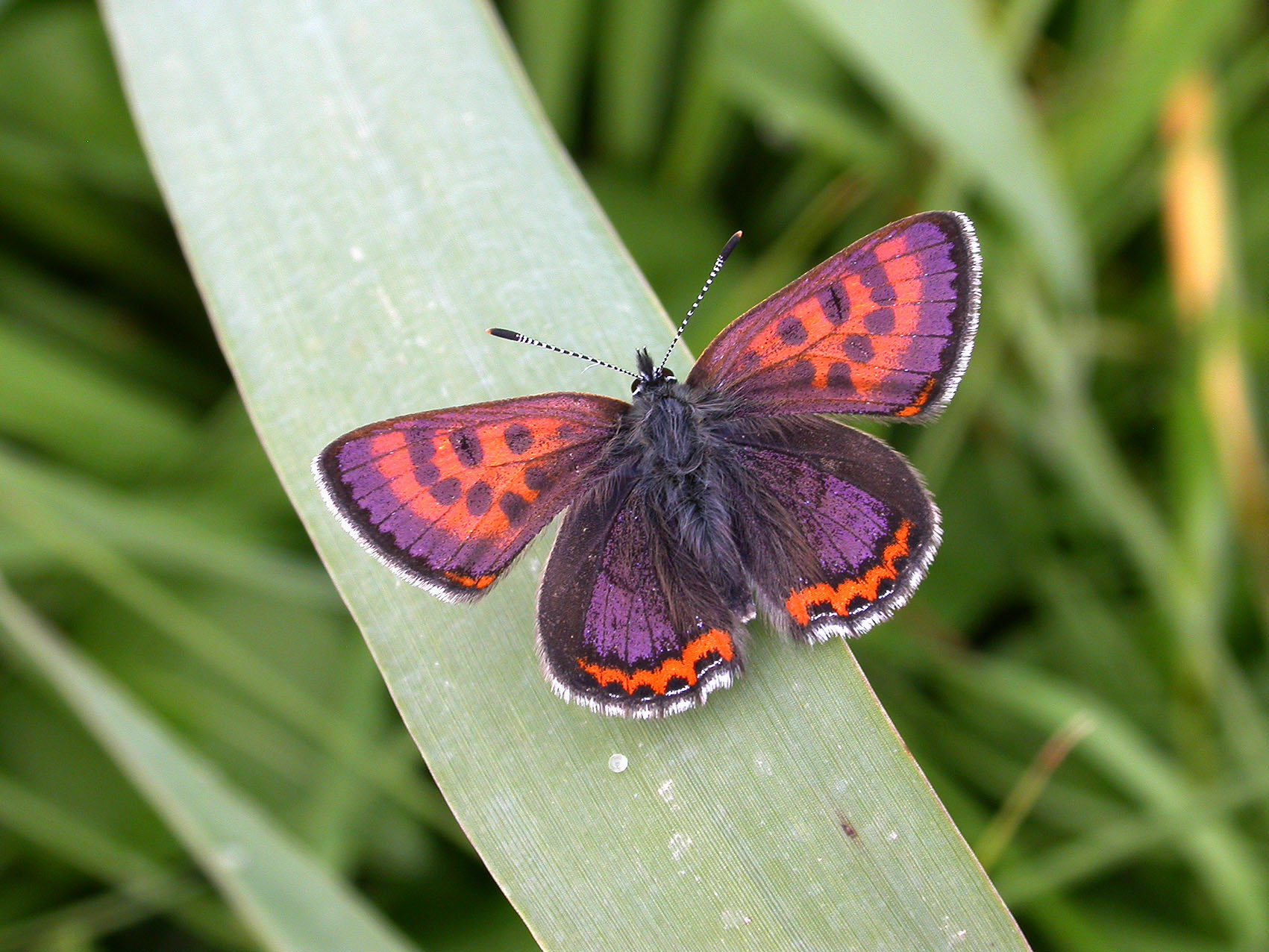
Blauschillernder Feuerfalter
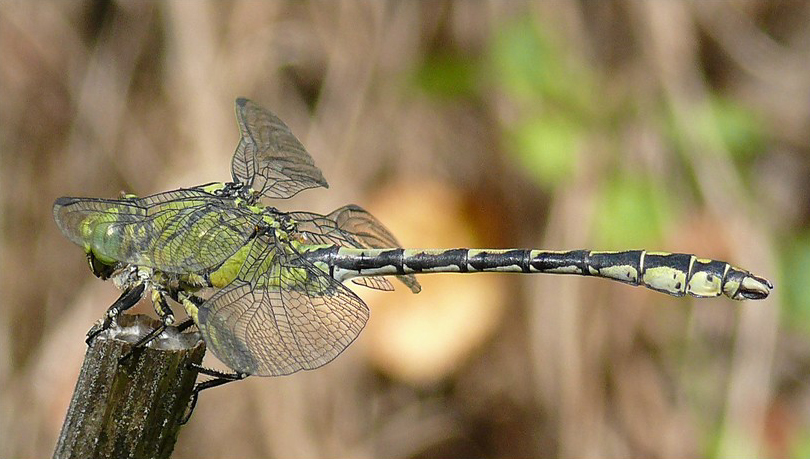
Die Keiljungfer aus der Gattung der Flussjungfern
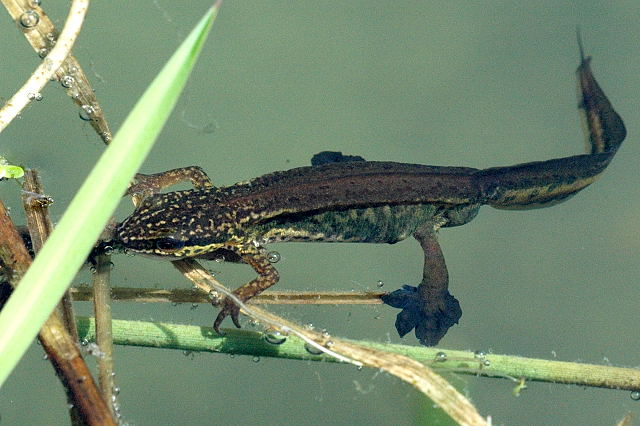
Der seltene Fadenmolch zählt zu den Schwanzlurchen
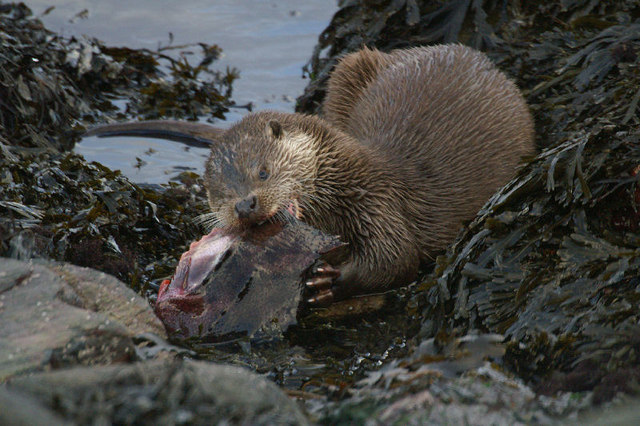
Ebenfalls am grünen Band heimisch: Der Fischotter

## Pflanzenarten
In Agrarlandschaften, die mit Dünger und Pestiziden bewirtschaftet werden, können viele seltene Pflanzen nicht überleben. Viele Orchideen, wie der Frauenschuh und andere seltene Blühpflanzen und Kräuter (wie die Bärwurz) haben sich aus diesem Grund im ehemaligen Grenzstreifen angesiedelt, dessen landschaftliche Vielfalt wichtige Rückzugsgebiete bietet. Die gezielte Beweidung durch Ziegen und Schafe sorgt dafür, dass einige der Flächen offen und frei von Wald gehalten werden, damit Lebensräume, wie Magerrasen erhalten bleiben.

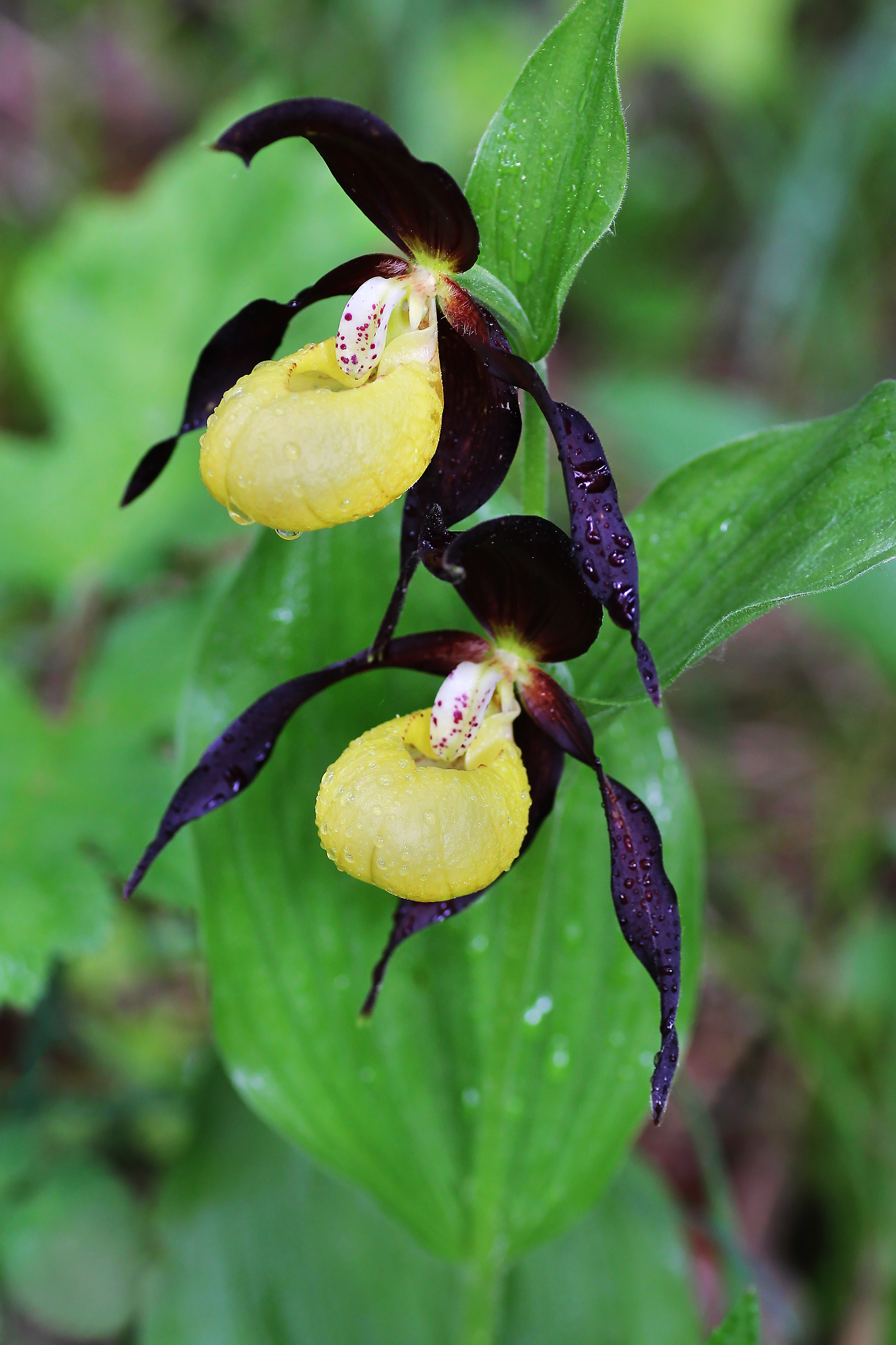
Der Frauenschuh zählt zu den seltenen heimischen Orchideen
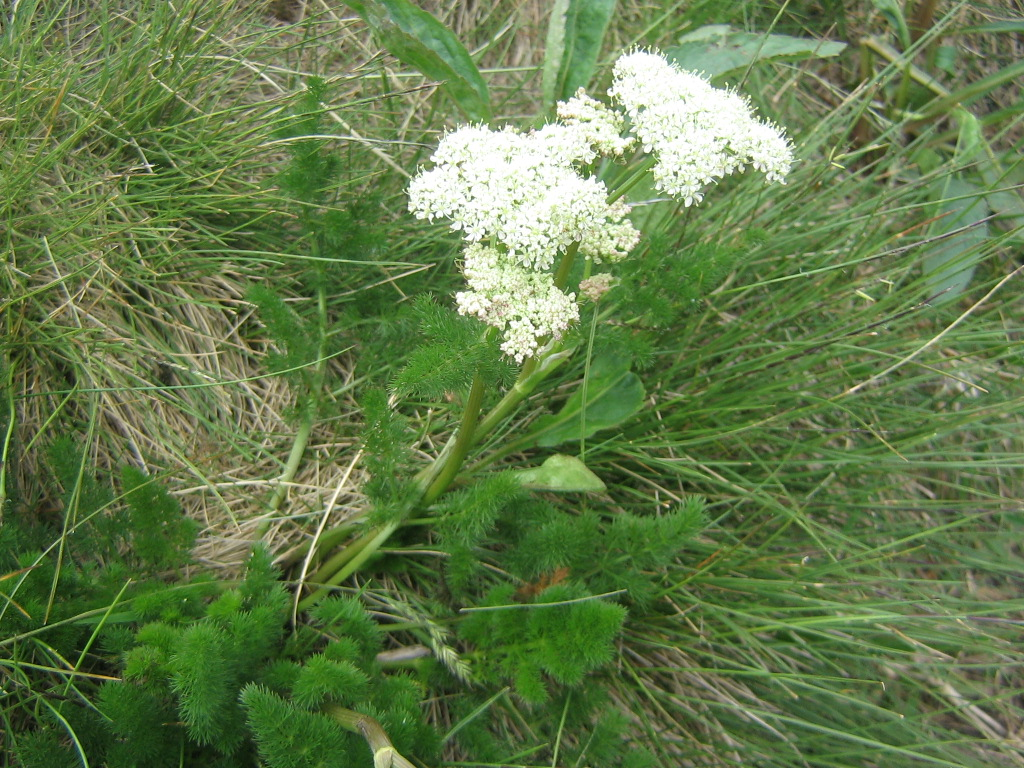
Die Bärwurz ist oft auf Bergwiesen zu finden

## Entstehung des Biotopverbunds
Der Bereich entlang der Innerdeutschen Grenze blieb im Zeitraum zwischen ihrer endgültigen Abriegelung, Befestigung und militärischen Bewachung 1952 durch die DDR und ihrer Aufhebung als Folge des Berliner Mauerfalls 1989 fast unberührt. Die eigentliche Staatsgrenze zwischen BRD und DDR war durch Grenzsteine gekennzeichnet. Unmittelbar vor dem Grenzverlauf auf BRD-Seite standen Grenzhinweisschilder beziehungsweise Grenzpfähle. Der Metallgitterzaun verlief leicht ins Landesinnere der DDR zurückversetzt: Die Entfernung zur tatsächlichen Staatsgrenze variierte zwischen 10 und 100 Metern. Das Gebiet zwischen Grenze und Zaun war gemäß offizieller Bezeichnung der DDR „Vorgelagertes Hoheitsgebiet“ und wurde umgangssprachlich fälschlicherweise oft als „Niemandsland“ bezeichnet. Ins Landesinnere der DDR schlossen sich an den Metallgitterzaun in der Regel in meist fünf bis zehn Meter Entfernung der Kfz-Sperrgraben, an diesen anschließend der sechs Meter breite Spurensicherungs- oder Kontrollstreifen und an diesem entlanglaufend der Kolonnenweg an. Der Spurensicherungsstreifen wurde durch maschinelles Eggen, Harken per Hand oder Herbizide frei von Pflanzenbewuchs gehalten. Im vorgelagerten Hoheitsgebiet wurde in der Regel Gehölzaufwuchs beseitigt oder sogar ein- bis zweimal jährlich gemäht, um für die Grenzsoldaten ein gutes Sichtfeld zu schaffen. Die dadurch entstandenen zahlreichen Offenlandbiotope boten einer Vielzahl an darauf spezialisierten Tier- und Pflanzenarten Lebensraum. Diese DDR-seitigen Grenz(sicherungs)anlagen waren eingebettet in den etwa 500 Meter breiten sogenannten Schutzstreifen (durchschnittliche Breite zwischen 100 und 2000 Metern, berechnet ab Staatsgrenze), sowie eine „5-km-Sperrzone“, in der menschliche Aktivitäten (insbesondere Verkehr und Industrie) strengstens kontrolliert und damit stark eingeschränkt waren. Diese Zonen entwickelten sich zu einem Rückzugsgebiet für vom Aussterben bedrohte Tier- und Pflanzenarten. Die gesamte Fläche, die zwangsläufig viele Jahrzehnte lang nur geringem menschlichem Einfluss ausgesetzt war, ist also erheblich größer, als die eigentliche Kernfläche des Grünen Bandes: Das Grüne Band bezeichnet in der Regel den Bereich zwischen der ehemaligen Staatsgrenze BRD-DDR und dem Kolonnenweg mit einer Breite zwischen 50 und 200 Metern und einer Fläche von etwa 177 Quadratkilometern.

## Geschichte des Projekts „Grünes Band“

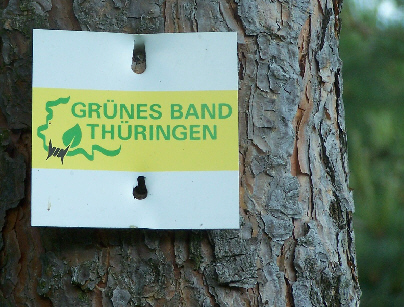
Markierungszeichen in Thüringen

Das Wissen um die Arten- und Lebensraumvielfalt stammt von naturschutzfachlichen Untersuchungen in der Grenzregion aus der Zeit, in der noch die innerdeutsche Grenze bestand. Bereits Mitte der 1970er Jahre beobachtete der Schüler Kai Frobel aus Hassenberg, heute Artenschutzreferent des BUND Naturschutz in Bayern e. V., regelmäßig in Eigeninitiative von der Grenze zur DDR aus seltene Vögel. Erste Kartierungen der Vogelwelt gab es bereits 1979/80 vom BUND Naturschutz in Bayern e. V. In der DDR wurde Jugendlichen in den 1980er Jahren unter Aufsicht von Vertretern des Ministeriums für Staatssicherheit erlaubt, die Artenausstattung im Raum östlich der Grenze zu erkunden.
Am 9. Dezember 1989 trafen sich ca. 400 Natur- und Umweltschützer in Hof (Saale). Kai Frobels Vorschlag, das „ökologische[…] Rückgrat Mitteleuropas“ „Grünes Band“ zu nennen wurde in die dort verabschiedete Resolution aufgenommen. Die Zusammenkunft gilt als „Geburtsstunde des Grünen Bandes“.
Schon vor der Wiedervereinigung engagierte sich auch Heinz Sielmann für die Idee eines „Nationalparks von der Ostsee bis zum Bayerischen Wald“. Diese Idee wurde allerdings bislang nicht verwirklicht.
Die Wort-/Bildmarken „Grünes Band“ und „Das Grüne Band“ sind seit 2001 markenrechtlich geschützt durch den BUND.
Anlässlich der Einweihung des vom BUND Fachbereich Grünes Band (damalige Firmierung: Projektbüro Grünes Band) entwickelten LandArt-Projekts WestÖstliches Tor im Eichsfeld im Juni 2002 wurde auch die weitergehende Vision des Grünen Bandes Europa (European Green Belt) vom damaligen Vorsitzenden des BUND Naturschutz in Bayern, Hubert Weiger, erstmals öffentlich bekannt gemacht. Spontan erklärte sich der anwesende Ehrengast Michail Gorbatschow bereit, für ein solches Zukunftsprojekt die Schirmherrschaft zu übernehmen.

## Ziele des Projekts

### Überblick
Akteure aus den Bereichen Naturschutz, Kultur, Geschichte und Tourismus wollen gemeinsam bewirken, dass
- der Schutz und die nachhaltige Entwicklung von Biotopen und Artenvorkommen entlang des Grünen Bandes gesichert werden;
- sich ein nachhaltiger Tourismus etabliert, der zur wirtschaftlichen Stärkung der Region beitragen wird;
- eine Erhöhung der Akzeptanz für das Grüne Band und die durchzuführenden Maßnahmen bei der Bevölkerung geschaffen wird;
- sowohl fachliche als auch inhaltliche Querverbindungen zwischen Naturschutz und Tourismus entstehen.[21]

Auf einer gemeinsamen Veranstaltung mit der Heinrich-Böll-Stiftung Sachsen-Anhalt und dem BUND Sachsen-Anhalt e. V. am 11. Juli 2019 in Salzwedel wurden Überlegungen darüber angestellt, auf welche Weise sich das Grüne Band positiv auf die Region Altmark, die wirtschaftlich schwächste Region Deutschlands, auswirken könnte. Es müsse gelingen, den in der nördlichen und westlichen Altmark bereits wirksam gewordenen, vom Grünen Band ausgehenden „Dreiklang aus Naturschutz, Grenzgeschichte und Kultur“ als „Impulsgeber für eine nachhaltige Regionalentwicklung“ zu nutzen. Das Grüne Band könne zu einem „identitätstiftenden Anker für die Region Altmark“ werden.

### Das Grüne Band als zu erweiternder Biotopverbund
Hauptziel des Grünen Bandes Deutschland ist der Erhalt des hohen ökologischen Werts der Gebiete, die sich infolge des Betretungsverbots entlang der Ostseite der innerdeutschen Grenze gebildet haben. Der durch die Abwesenheit von intensiver wirtschaftlicher Nutzung entstandene Biotopverbund soll erhalten, seit 1990 entstandene Lücken im Verbund sollen wieder geschlossen und Aktivitäten, die den Biotopverbund stören oder unterbrechen, sollen weitgehend unterbunden werden. Zu diesem Zweck müssen verschiedene Habitate durch Landschaftspflegemaßnahmen erhalten werden, z. B. benötigen Heideflächen eine regelmäßige Beweidung, damit sich keine geschlossene Waldfläche entwickelt.

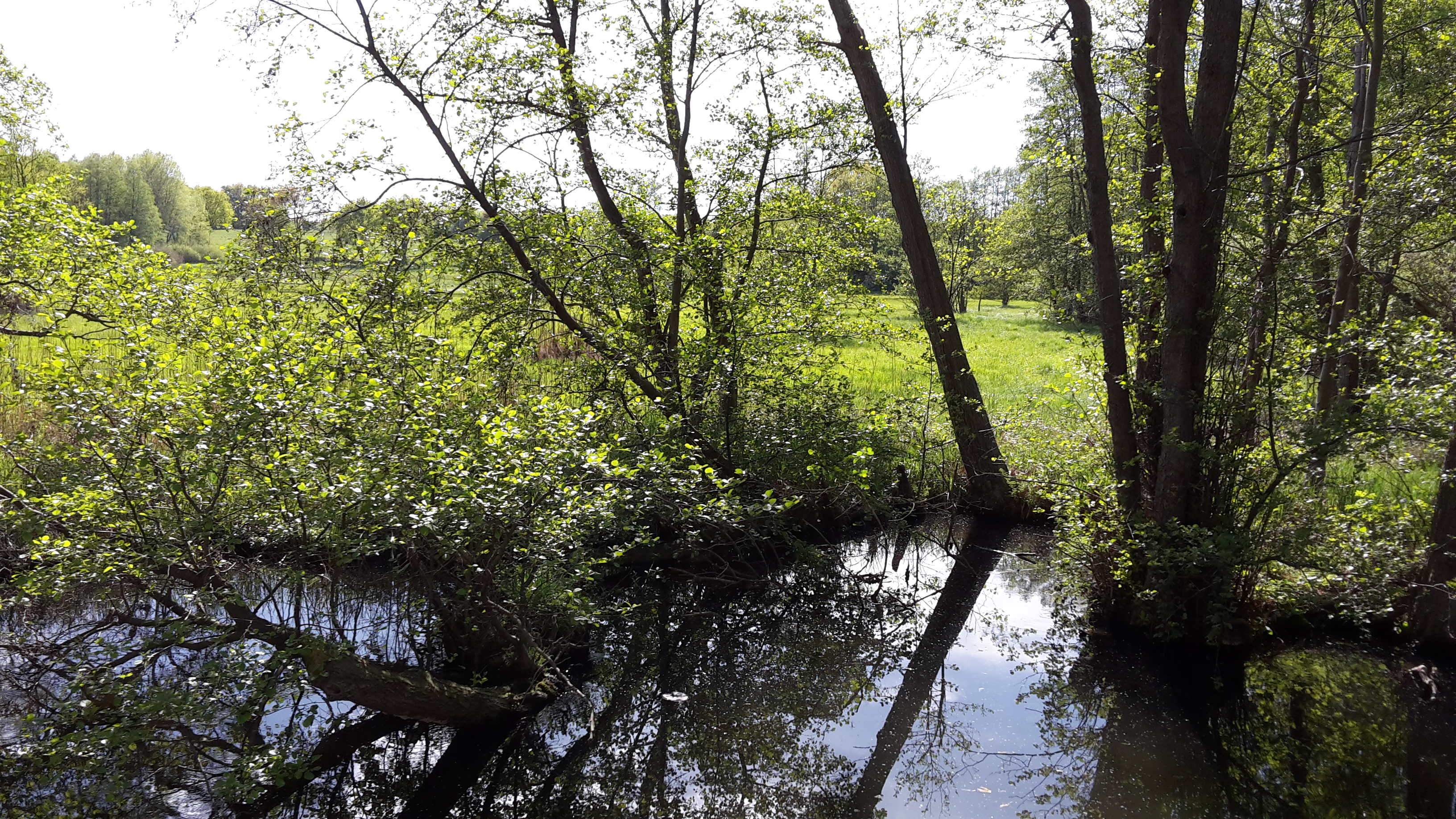
An den Ufern der Wakenitz gibt es nicht nur das Naturschutzgebiet Wakenitzniederung im Landkreis Nordwestmecklenburg, sondern auch das Naturschutzgebiet Wakenitz im Kreis Herzogtum Lauenburg und der Stadt Lübeck in Schleswig-Holstein an der westlichen Seite der Wakenitz

Der BUND möchte die Schutzbemühungen entlang des Grünen Bands in die Fläche ausweiten. Dadurch sollen nicht nur das Grüne Band, sowie die angrenzenden Gebiete als Lebensraum gesichert und entwickelt werden, sondern auch „Quervernetzungen“ oder „seitliche Verbundachsen“ dazwischen entstehen. Am 28. September 2019 überreichte das Bundesamt für Naturschutz den Förderbescheid für das Projekt „Quervernetzung Grünes Band“.
Seine Mitglieder und alle Interessierten versucht der BUND regelmäßig zu Spenden anzuregen. Mit diesen werden Grundstücke entlang des Grünen Bandes erworben und Naturschutzprojekte durchgeführt. Spenden für das Grüne Band können in unterschiedlichen Ausführungen stattfinden, als sogenannte „Anteilscheine“ oder auch Patenschaften.

### Das Projekt „Erlebnis Grünes Band“ als Instrument des Tourismusmarketings

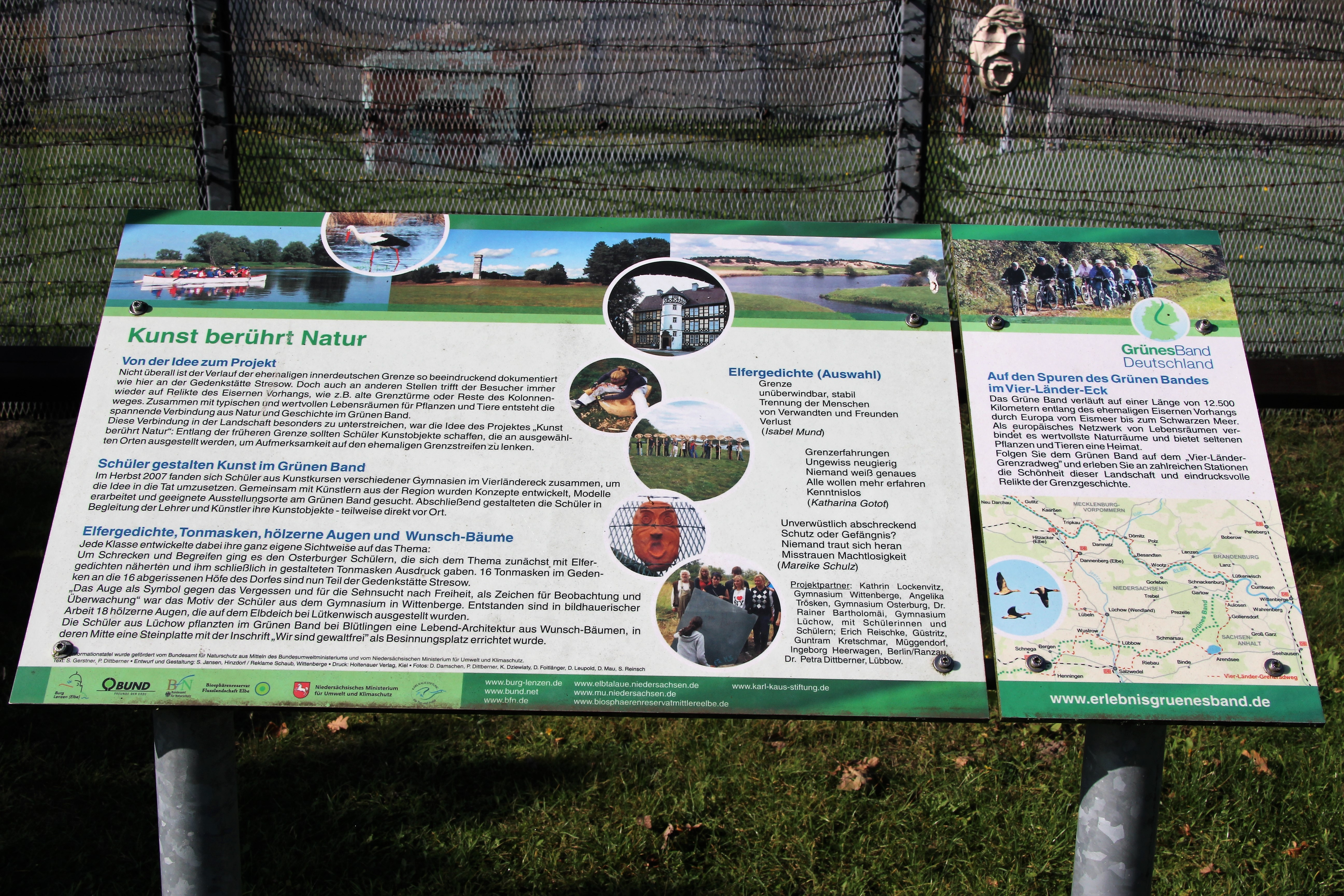
Projekt „Kunst berührt Natur“ in der Gedenkstätte Stresow (Aulosen) in Sachsen-Anhalt. Durch Einbezug kultureller Aspekte soll die Attraktivität des Grünen Bandes für Gäste erhöht werden.

Das Bundesamt für Naturschutz hält es für wichtig, dass die regionale Wertschöpfung in dem strukturschwachen Raum entlang der ehemaligen innerdeutschen Grenze durch einen sanften Tourismus neue Impulse erhält. Deshalb förderte es maßgeblich das vom BUND wissenschaftlich begleitete Projekt „Erlebnis Grünes Band“ (2005–2011). Die Verbindung von Naturschutz und Tourismus soll nachhaltig zur regionalen Entwicklung beitragen. Dazu müssten die Landschaften entlang des Grünen Bandes mit ihrer Geschichte für Erholungssuchende und Urlauber erkennbar und aktiv erlebbar werden, und ihr überregionaler Bekanntheitsgrad müsse gesteigert werden. Tourismusmanager haben den Leitgedanken „Natur erleben statt abschotten“ erdacht. Aus ihm wurde ein „naturtouristisches Leitbild und Marketingkonzept“ entwickelt.
Eine anhaltende Akzeptanz der Menschen in der Region und der auswärtigen Gäste für die Einschränkungen ihrer persönlichen Freiheit im Grünen Band zum Schutz der dortigen Lebensräume, Pflanzen und Tiere lässt sich den Erkenntnissen aus dem Projekt zufolge nur erreichen, indem die Menschen den ökologischen Wert des Gebiets durch einen Besuch erleben und erkennen.
Drei Modellregionen wurden für das Projekt „Erlebnis Grünes Band“ ausgesucht:
1. Elbe – Altmark – Wendland (Motto: „Grenzerfahrungen im Vierländereck“)
2. Harz (Motto: „Harz ohne Grenzen – auf Harzer Grenzwegen durch Natur und Geschichte“)
3. Thüringer Wald und Schiefergebirge / Frankenwald (Motto: „Das Grüne Band (inter)aktiv erleben“)

### Das Grüne Band als historisch bedeutsamer Raum

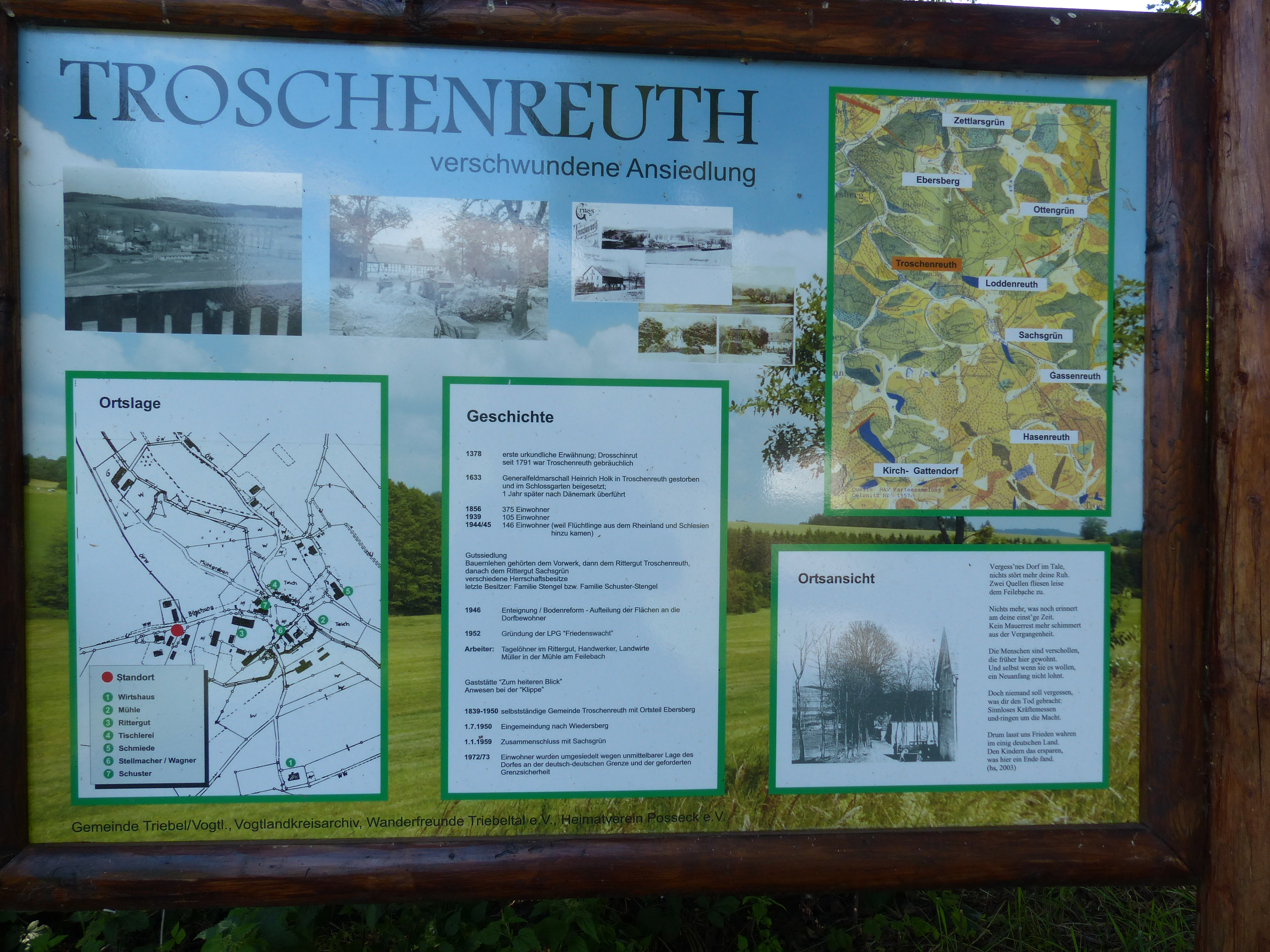
Informationstafel zur Erinnerung an die zwangsgeräumte Wüstung Troschenreuth im sächsischen Vogtland

Die ersten Akteure in der DDR, die sich für die Idee eines Grünen Bandes einsetzten, waren nicht nur Umweltaktivisten, sondern auch Mitglieder der Bürgerrechtsbewegung der DDR. Ihnen, ihren Nachfolgern und Mitaktiven am Grünen Band liegt viel daran, dass Besucher des Grünen Bandes daran erinnert werden, dass „an der ehemaligen Grenze Menschen getötet, Familien und Freunde getrennt, Anwohner zwangsausgesiedelt und bespitzelt wurden und auch viele Grenzer dem inneren Druck nicht standgehalten und den Selbstmord gewählt“ haben.
Entlang des Grünen Bandes finden sich zahlreiche Gedenkstätten, Mahnmale und Grenzmuseen. Besonders unter Kulturschaffenden finden sich am Grünen Band diverse Anknüpfungspunkte zur Aufarbeitung der neueren Geschichte Deutschlands.
- Freilichtmuseum Mödlareuth
- Gedenkstätte Deutsche Teilung Marienborn
- Gedenkstätte Point Alpha
- Grenzanlagen Behrungen
- Grenzlandmuseum Bad Sachsa
- Grenzlandmuseum Eichsfeld
- Grenzmuseum Schifflersgrund
- Grenzmuseum Sorge

Der Status als Nationales Naturmonument in Thüringen und Sachsen-Anhalt würdigt das Zusammenspiel aus den beiden gleichbedeutenden Komponenten Naturschutz und Erinnerungskultur im Grünen Band, das den Erhalt alter Wachtürme, noch vorhandener Grenzanlagen und von Relikten geschleifter Dörfer mitumfasst.

## Umsetzung

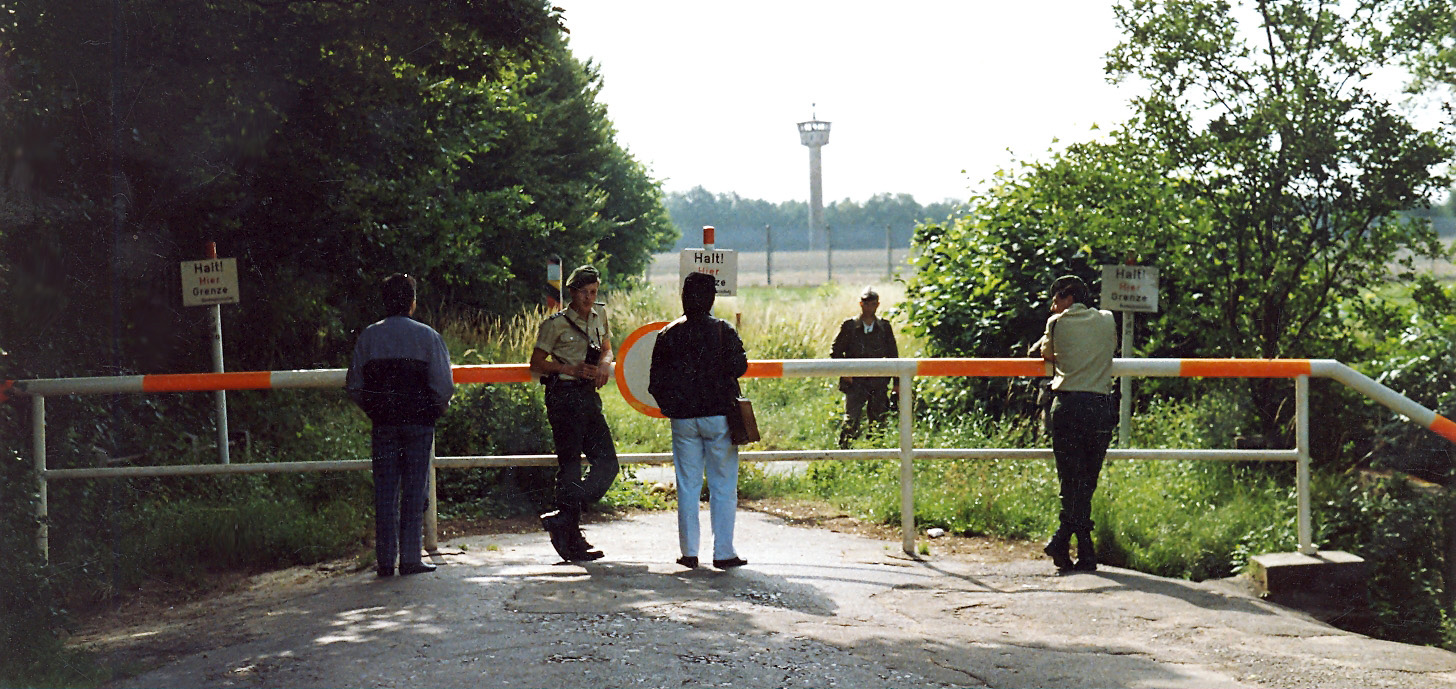
Innerdeutsche Grenze an der Straße von Lübeck nach Herrnburg, 1989

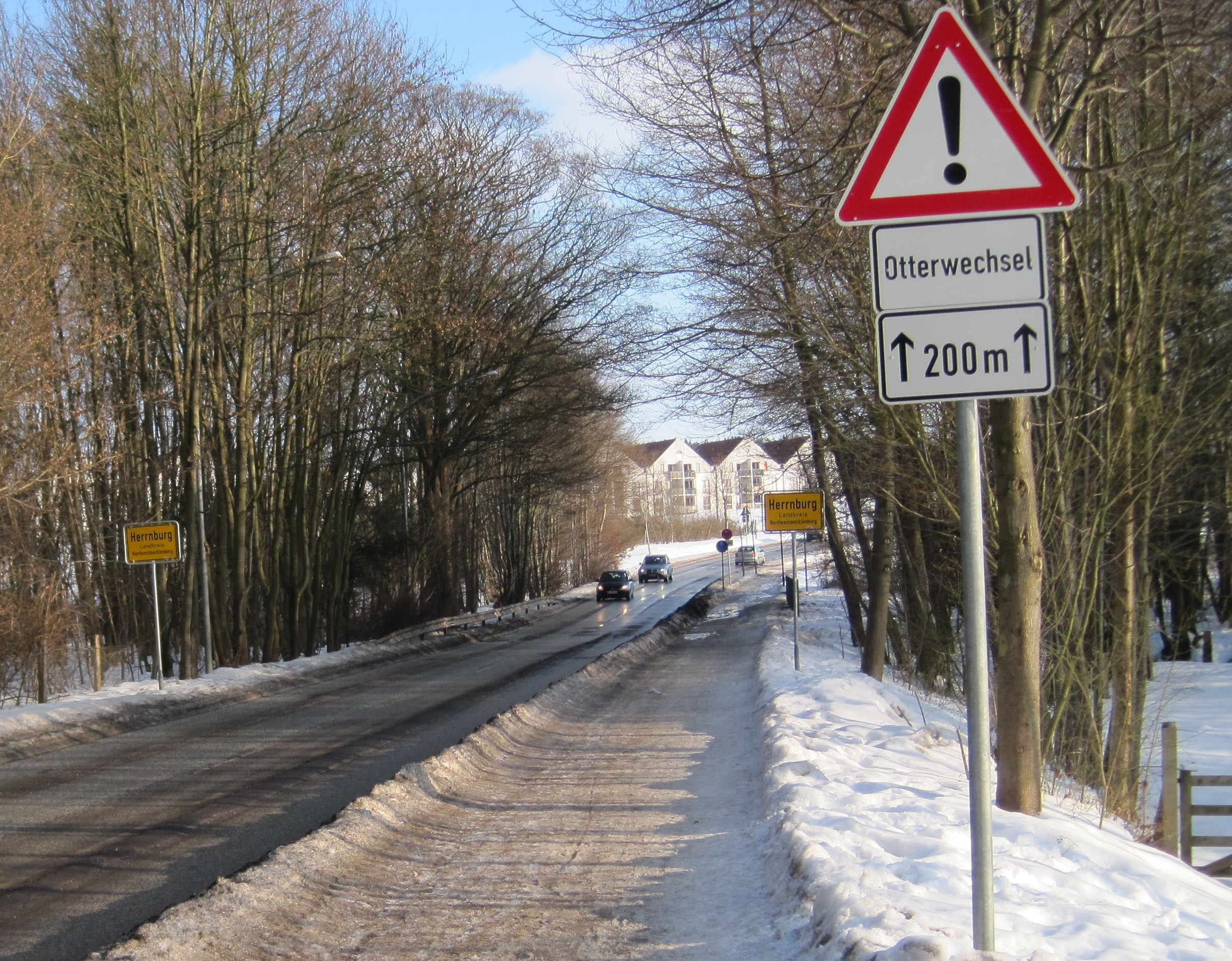
Heute: Gefährdung von Fischottern am Lüdersdorfer Bach durch die wieder befahrbare Straße

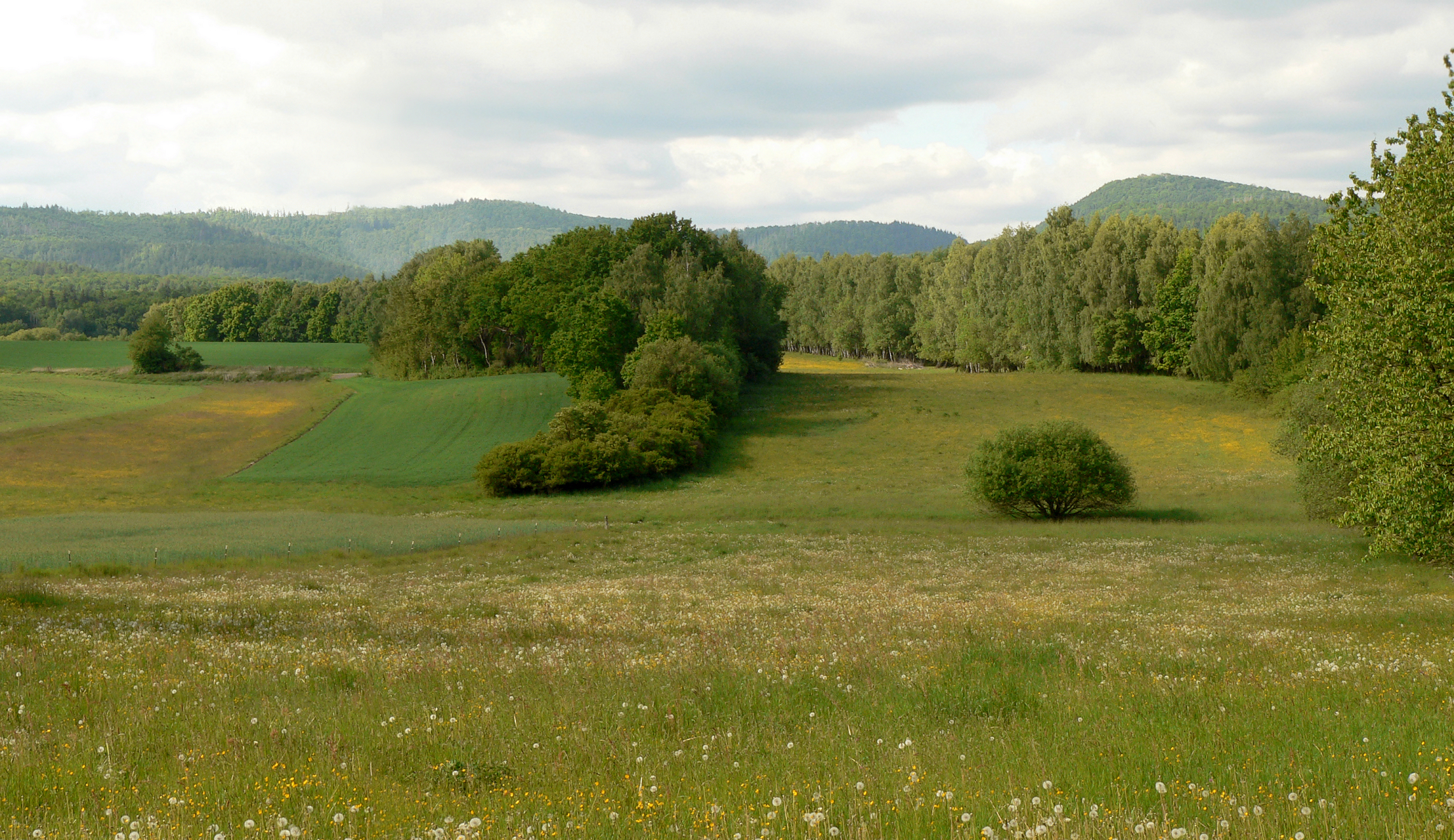
Wiesenlandschaft im Grünen Band zwischen Walkenried und Ellrich, im Hintergrund der Harz

Das Grüne Band mit 1.393 Kilometern Länge ist eine Folgelandschaft der ehemaligen innerdeutschen Grenze. Diese war ein Teil des Eisernen Vorhangs, der vierzig Jahre lang Europa in zwei Blöcke aufteilte.
2001/2002 wurde unter Leitung des BUND Projektbüros Grünes Band (heute: BUND Fachbereich Grünes Band) die erste „Bestandsaufnahme Grünes Band“ zur Ermittlung der vorkommenden Biotoptypen und ihrer jeweiligen Ausprägung durchgeführt, finanziell unterstützt vom Bundesamt für Naturschutz mit Mitteln des Bundesumweltministeriums. Die Untersuchung bestätigte die Ausnahmestellung des Grünen Bandes als eine Kette besonders wertvoller Biotope.
Wie der BUND berichtet, wurden 109 verschiedene Biotoptypen erfasst, von denen die Hälfte auf der Roten Liste Deutschlands steht. 28 % des Grünen Bandes sind als Naturschutzgebiete geschützt, 38 % sind als sogenannte FFH-Gebiete ausgewiesen. Aus den Daten wurden Schwerpunktgebiete – meist von nationaler Bedeutung – ermittelt, die die Kernzonen des Biotopverbundes bilden. Daneben wurde deutlich, dass sehr viele Naturschutzgebiete entlang des Grünen Bandes liegen, die für den Biotopverbund wichtig sind. 2012 wurde die Bestandsaufnahme mit Mitteln des Bundesamtes für Naturschutz aktualisiert. Die Aktualisierung der Bestandsaufnahme belegt das Vorkommen von 146 Biotoptypen, von denen 64 % als gefährdet gelten. Mehr als 1200 Tier- und Pflanzenarten der Roten Liste leben im Grünen Band und bereits 85 % der Gesamtfläche stehen unter Schutz.
Im Juni 2003 fand am Grünen Band in Zusammenarbeit mit dem Magazin GEO der „Tag der Artenvielfalt“ statt. 400 Experten kartierten in 24 Stunden mehr als 5200 verschiedene Tier- und Pflanzenarten im Grünen Band, darunter auch Arten, die bereits als ausgestorben galten.
Für den 763 Kilometer langen Abschnitt des Grünen Bandes im Freistaat Thüringen gibt es ein eigenes Leitbild zur Erhaltung und Gestaltung.
In einem Artikel der Bundeszentrale für politische Bildung von 2013 heißt es: Das Grüne Band hat „eine Fläche von 17.656 Hektar oder knapp 177 Quadratkilometern. 60 Prozent davon sind Fließ- oder Stillgewässer, extensiv genutztes Grünland, Brachflächen oder Wälder. […] 85 Prozent der Fläche und 80 Prozent der Länge sind noch naturnah. Andererseits sind 15 Prozent der Fläche durch Acker, Intensivgrünland/-weide oder den Bau von Straßen oder Gewerbegebieten zerstört. Insgesamt kreuzen bis heute 450 Straßen das Grüne Band, und es kommen neue hinzu“. Straßen seien „oft unüberwindbar für die meisten Tiere. So haben sich alte Risse ausgeweitet und neue sind hinzugekommen.“
In der „Lenzener Erklärung“ vom 29. September 2019 stellte der BUND fest, dass in den 30 Jahren zuvor „[r]und ein Achtel der Flächen des Grünen Bandes […] durch intensive Landnutzung oder Bebauung zerstört“ worden seien. Das widerspreche der „nationale[n] Bedeutung des Grünen Bandes als zentrale[n] Bestandteil[s] des länderübergreifenden Biotopverbunds“. 2016 hatte der BUND angegeben, dass Sachsen-Anhalt das Bundesland mit den größten Unterbrechungen sei; dort weise fast ein Drittel des Grünen Bandes Lücken auf.
Mit Förderung durch das Bundesamt für Naturschutz im Bundesprogramm Biologische Vielfalt hat 2012 unter Trägerschaft des BUND Fachbereichs Grünes Band (damalige Firmierung: BUND Projektbüro Grünes Band) das Projekt „Lückenschluss Grünes Band“ gestartet. Ziel ist es, Lücken im Biotopverbund entlang der ehemaligen innerdeutschen Grenze zu schließen. Zu den Defiziträumen, die den Verbund beeinträchtigen, zählen insbesondere größere intensiv landwirtschaftlich genutzte Flächen oder wertvolle, mit Pionierwald zuwachsende (Offenland)-Lebensräume sowie Bereiche, die durch Infrastrukturmaßnahmen stark beeinträchtigt sind. Bypass-Lösungen sind nur in besonderen Ausnahmefällen vorgesehen, bspw. wenn das Grüne Band über mehrere Kilometer hinweg weitgehend oder völlig zerstört und dort nicht wieder herstellbar ist. Dann soll abweichend vom historischen Verlauf der ehemaligen innerdeutschen Grenze der Lückenschluss erfolgen, der zugleich aber die Funktionalität des Biotopverbunds wieder gewährleistet.

## Preise und Auszeichnungen
Im Jahre 2017 wurden Kai Frobel, Inge Sielmann und Hubert Weiger für ihren Einsatz für das Grüne Band mit dem Deutschen Umweltpreis der Deutschen Bundesstiftung Umwelt ausgezeichnet.
2020 erschien eine Briefmarke Grünes Band Deutschland, siehe Briefmarken-Jahrgang 2020 der Bundesrepublik Deutschland.

## Öffentliche Resonanz

### Zustimmung
Im Jahr 2009 wanderte der Naturfilmer Andreas Kieling am Grünen Band entlang und dokumentierte Land und Leute entlang der ehemaligen Grenze in der fünfteiligen TV-Serie Mitten im wilden Deutschland (ZDF), die Erlebnisse erschienen auch in Buchform.
Die Reisebranche bietet mittlerweile touristische Unternehmungen im Zusammenhang mit dem Grünen Band an.
Der Luftbildarchäologe Klaus Leidorf dokumentiert seit der Grenzöffnung das Grüne Band aus der Vogelperspektive. In einer Ausstellung im Haus des Volkes in Probstzella sind seine Luftaufnahmen vom Grünen Band zu sehen.
Der Schauspieler und Comedian Michael Kessler kam 2014 auf die Idee, das Grüne Band als größten Biotopverbund in Deutschland entlangzufahren. Kessler fuhr mit einem knallroten Tuk-Tuk, einer Autorikscha mit Elektromotor, entlang der ehemaligen Grenze. Produziert vom RBB, wurde die Reise im Rahmen der Reihe Kesslers Expedition ausgestrahlt, zunächst ab dem 3. Oktober 2014 als zweiteilige Folge a 90 Minuten auf Das Erste, im Dezember 2014 dann in vier Episoden a 90 Minuten im RBB Fernsehen.
2016 und 2018 wanderte der Vogtländer Mario Goldstein, der zwei Fluchtversuche in DDR-Zeiten unternahm, entlang des Bandes, 2020 und 2021 der Extremsportler Joey Kelly, beide veröffentlichten Bücher über die Wanderungen.
Parallel zum Projekt „Grünes Band“ wurde die Idee eines Fernradwegs von der Barentssee ans Schwarze Meer als Teil des EuroVelo-Netzes entwickelt. Der Fernradweg EV 13 (Iron Curtain Trail) verläuft entlang der ehemaligen innerdeutschen Grenze weitgehend auf dem ehemaligen Kolonnenweg. Im Jahr 2019 wurde der Radfernweg Iron Curtain Trail als Kulturweg des Europarats zertifiziert.

### Kritik

#### Verkehrsplaner

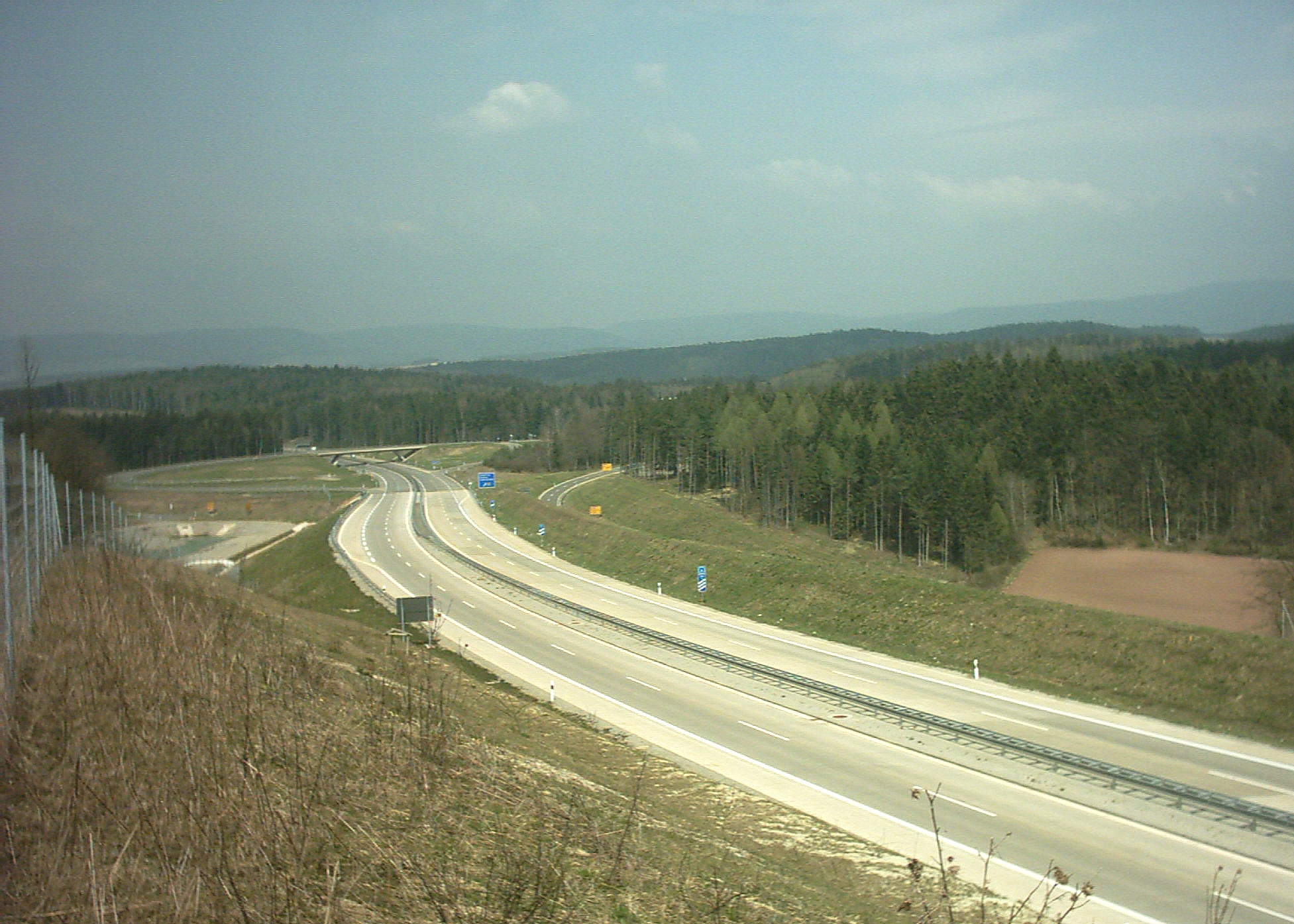
Anschlussstelle Eisfeld Süd der A 73 auf dem Grünen Band zwischen Bayern (helle Fahrbahndecke) und Thüringen (dunkle Fahrbahndecke)

In der Dokumentation 2008 zur Bundesautobahn A73 Suhl – Lichtenfels (Verkehrsprojekt Deutsche Einheit Nr. 16) „Neubau der A 73 zwischen dem Autobahndreieck Suhl und der Anschlussstelle Lichtenfels“ heißt es, die Anschlussstelle Eisfeld-Süd sei ursprünglich leicht abweichend auf bayerischem Gebiet geplant gewesen, da seit Anfang der 1990er Jahre der ehemalige Grenzstreifen auf Thüringer Seite einstweilig unter Naturschutz gestellt worden war. Da der von den Straßenbauplanungen betroffene Bereich später aus der Schutzgebietskulisse fiel, konnte der Bau der Anschlussstelle nach Norden verschoben und zum Teil auf dem ehemaligen Grenzstreifen umgesetzt werden. Es heißt dort weiter, dass dadurch die Entfernung zu einem Trinkwasserschutzgebiet vergrößert wurde und die Eingriffe in Natur und Landschaft insgesamt gemindert, die Lärmbelastung der Anwohner und die Hochwassergefährdung von Rottenbach reduziert werden konnten. Offenbar blieb das Grüne Band als Teil von Natur und Landschaft sowie seine Bedeutung als Biotopverbundachse bei diesen Betrachtungen gänzlich unberücksichtigt, da die Verlegung der Anschlussstelle Eisfeld-Süd nach Norden bedeutete, dass die ausladende Anschlussstelle direkt auf dem Grünen Band errichtet werden konnte.
In der Zeit ab 1990 hatte die Verbindung der bis dahin getrennten Teile Deutschlands durch neue bzw. auszubauende Verkehrswege Priorität bei den Entscheidungsträgern unter den Bundes- und Landespolitikern. Erst seit 2012 wird die Dringlichkeit der Schließung der so entstandenen Lücken im Grünen Band auch von Politikern betont.

#### Eigentümer von Privatgrundstücken an der Grenze
Bei der öffentlichen Anhörung über den Entwurf eines Gesetzes „Grünes Band der Erinnerung Sachsen-Anhalt vom Todesstreifen zur Lebenslinie“ im Ausschuss für Umwelt und Energie des Landtags von Sachsen-Anhalt äußerten sich vor allem Vertreter der Bauern- und Waldbesitzerverbände kritisch. Sie sprachen im Namen von Verbandsmitgliedern mit Privateigentum an zu überplanenden Flächen von „gefühlter Enteignung“. Manche sahen mit dem Grünen Band eine neue andere Art von Trennung zwischen Ost und West auf sich zukommen. Die CDU-Fraktion im Landtag von Sachsen-Anhalt machte im Mai 2019 deutlich, dass sie großen Wert darauf lege, dass die Anwendung des neuen Landesgesetzes im Einvernehmen mit den privaten Eigentümern betroffener Grundstücke erfolgen müsse.

#### Naturschützer
Der BUND Bayern kritisierte 2020 heftig den Ist-Zustand des Grünen Bandes, wie er ihn sieht. Es sei skandalös, dass das Grüne Band, „[u]nser einziger nationaler Biotopverbund, im Ausland hoch angesehen, eine einmalige Erinnerungslandschaft der deutsch-deutschen Vergangenheit […]“, „auf 180 Kilometern Länge praktisch unkenntlich ist, überprägt von intensiver Landwirtschaft“, dass „für Tiere und Pflanzen immer wieder einmal Schluss ist auf ihren Wanderungen und auch Fußgänger und Radfahrer plötzlich im Maisacker stehen“.
Der BUND gibt auch zu bedenken, dass zum Schutz störungsempfindlicher Tiere und Pflanzen manche Teile des Grünen Bandes von jeglicher, auch touristischer Nutzung ausgenommen werden müssten. Es gebe Bereiche im Grünen Band, in denen viele sensible und besonders schützenswerte Tier- und Pflanzenarten alle gleichzeitig vorkämen. In diesen Bereichen hätte eine verstärkte touristische Nutzung – auch als Wanderweg oder im Rahmen einer „landschaftsgebundenen stillen Erholung“ – starke negative Folgen, bis hin zum völligen Verlust der Wert gebenden Arten. Zudem besäßen einige Bereiche im Grünen Band eine hohe, stellenweise sogar internationale Bedeutung als Rast- oder Mauserplatz von Wasservögeln, die durch zunehmende Freizeitnutzung beeinträchtigt würden.

## Philatelistisches
Mit dem Erstausgabetag 2. März 2020 gab die Deutsche Post AG ein Sonderpostwertzeichen mit dem Motiv Grünes Band Deutschland heraus. Der Entwurf stammt von den Grafikern Annette le Fort und André Heers aus Kiel.